# موزه هنرهای معاصر تهران
موزهٔ هنرهای معاصر تهران مهم‌ترین موزه هنرِ مدرن و معاصر ایران و همچنین یکی از مهم‌ترین و پرآوازه‌ترین موزه‌های ایران است. این موزه در ۲۲ مهر ۱۳۵۶ به کوشش و ابتکار فرح پهلوی و با پشتیبانی دفتر مخصوص شهبانو، در گوشهٔ غربی پارک فرح (بوستان لاله کنونی) در خیابان امیرآباد شهر تهران بنا شد. بنای موزه را کامران دیبا در سبک معماری مدرن و با الهام از بادگیرهای کویری ایران طراحی کرد.
موزهٔ هنرهای معاصر تهران شامل جامع‌ترین و مهم‌ترین گنجینه‌های هنر مدرن در خارج از اروپا و آمریکای شمالی و مالک یکی از ۵ تا ۱۰ مجموعهٔ مهم هنر نوگرا در جهان است. این موزه دارای کارهای مهمی از جنبش‌های اکسپرسیونیسم انتزاعی، هنر پاپ، مینیمالیسم، مفهومی و فوتورئالیسم است. در گنجینهٔ دائمی موزه بیش از ۳۰۰۰ اثر ارزشمند از نخبگان هنرهای تجسمی نگهداری می‌شود که نزدیک به ۴۰۰ عدد از آنها دارای ارزش استثنایی هستند. از جمله آثار مهم موزه می‌توان به کارهای شاخصی از پل گوگن، پیر اگوست رنوآر، پابلو پیکاسو، رنه ماگریت، ماکس ارنست، جکسون پولاک، اندی وارهول، سول لویت و آلبرتو جاکومتی اشاره کرد. موزهٔ هنرهای معاصر تهران همچنین مالک مجموعهٔ بسیار مهم و جامعی از هنر نوگرا و معاصر ایران است.
گنجینهٔ موزه هنرهای معاصر تهران از اموال عمومی ایران محسوب می‌شود. ارزش کل آثار این گنجینه بین ۵ تا ۱۰ میلیارد دلار برآورد شده است. این موزه در حال حاضر یکی از واحدهای معاونت امور هنری وزارت فرهنگ و ارشاد اسلامی است.

## پیشینه
جنبش هنر نوین و معاصر در ایران در حوالی دههٔ ۱۳۲۰ خورشیدی (دههٔ ۱۹۴۰ میلادی) و با مرگ کمال‌الملک و گشایش دانشکدهٔ هنرهای زیبای دانشگاه تهران آغاز شد. با ورود استادان غربی همچون آندره گدار و سفر دانشجویان هنر برای دانش‌اندوزی به اروپا، هنرمندان ایرانی به آرامی با اندیشه‌های نوین در هنر جهان – از جمله دریافتگری – آشنا شدند.
دههٔ ۱۳۲۰ همچنین شاهد برگزاری نخستین نمایشگاه‌های هنری نوین در ایران، کشش به سبک‌های جدیدتر و برخورد هنرمندان نوگرا با سنت‌گرا بود. کسانی چون محمود جوادی‌پور، حسین کاظمی، و جلیل ضیاءپور از جمله پیشگامانی بودند که فضا را در ایران برای پذیرش هنر نوین باز کردند. ارتباط هنری میان این گروه از هنرمندان با افزایش تعداد گالری‌های تهران بیشتر شد و نخستین محفل‌های هنری ایران به ویژه انجمن خروس جنگی آغاز به کار کردند.
دههٔ ۱۳۳۰ شاهد رفت‌وآمد بیشتر هنرمندان ایرانی به خارج و ارتباط آن‌ها با مکتب مینیمالیسم و تجسمی نیویورک بود. بازگشت تدریجی موج دانشجویان ایرانی از خارج به ایران در دههٔ ۱۳۳۰ و در پس آن ورود اندیشه‌های هنری نوین به کشور، نخستین گروه از هنرمندان جوان و مطرح آن سال‌ها از جمله پرویز تناولی، حسین زنده‌رودی، و سیا ارمجانی را خواهان برپایی مکانی برای ارائهٔ آثار هنرمندان ایرانی کرد. اگرچه دوسالانه‌های هنر ایران برای پنج دوره پیش از انقلاب برپا شدند، اما پس از مدتی تعطیل شدند. بعدها هنرمندان نوگرا به باشگاه‌های چون «باشگاه هنرمندان» رفت‌وآمد می‌کردند. در این دوره، رویکرد حکومت پشتیبانی از هنر سنتی ایران و آثار دانش‌آموختگان دانشکدهٔ هنرهای زیبا بود. اما با ازدواج فرح دیبا با محمدرضاشاه پهلوی جریانی در حکومت پدید آمد که پشتیبان نوگرایی و هنر روز جهان بود. تا میانه دههٔ ۱۳۵۰ فعالیت‌های دفتر مخصوص شهبانو فرح پهلوی باعث گسترش ارتباط فرهنگی ایران با نهادهای بین‌المللی همچون یونسکو و شورای بین‌المللی موزه‌ها و خرید انبوه هنر معاصر از سوی دستگاه‌های دولتی شد.

## تاریخچه

### دورهٔ پهلوی

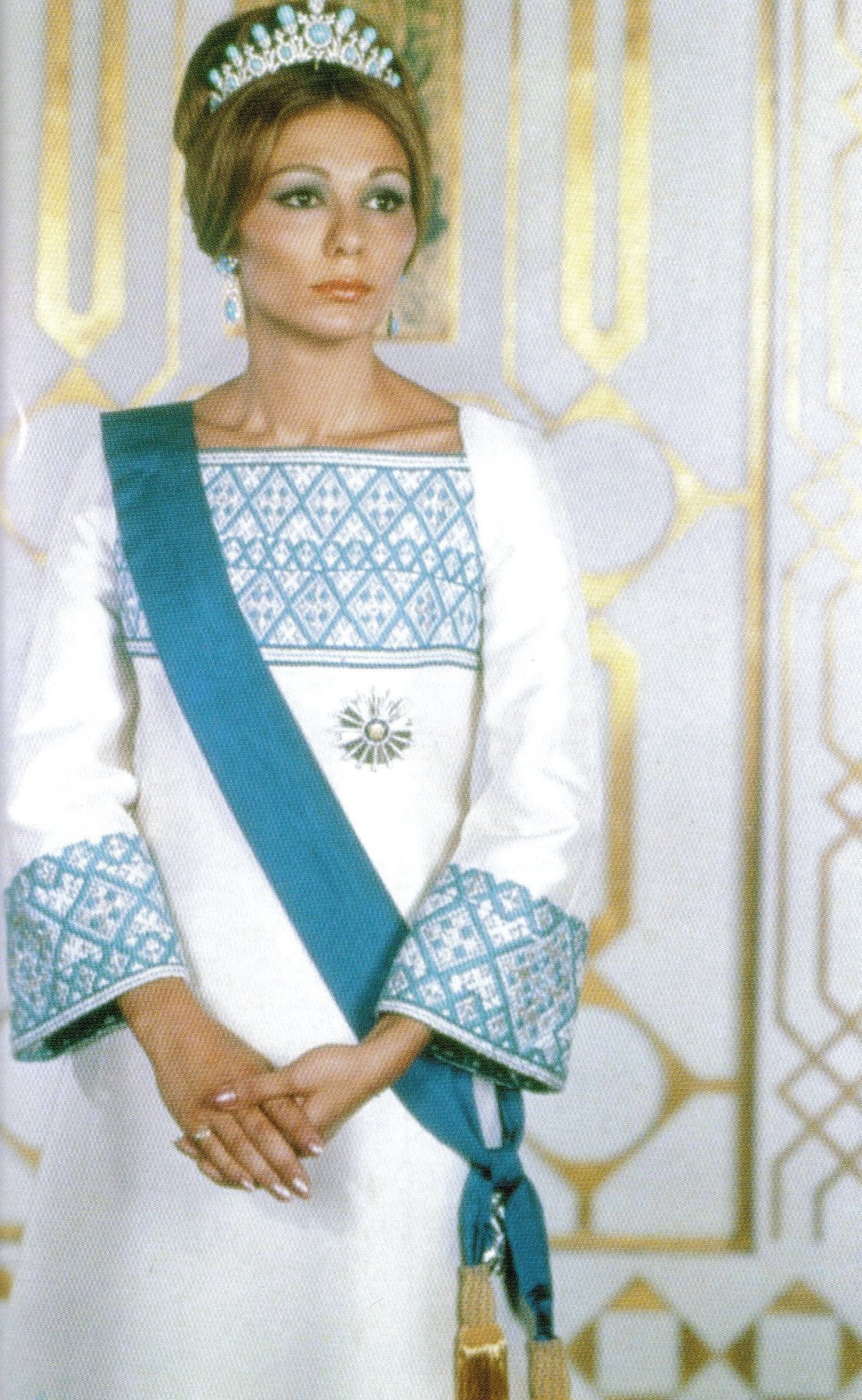
مجموعهٔ با ارزش موزهٔ هنرهای معاصر تهران، به کوشش و ابتکار فرح پهلوی خریداری و گردآوری شد.

اندیشهٔ ساختنِ جایی در ایران برای نمایش آثار هنر معاصر ایرانی و خارجی را نخستین بار کامران دیبا، معمار و نقاش و پسرعموی فرح پهلوی در گفتگوهای مستمر با او مطرح کرد. دیبا در این باره می‌گوید:
«پس از بازگشت از تحصیلات در خارج، چندین‌بار با شهبانو در این رابطه صحبت کردم؛ چرا که به باورم هیچ بنیادی در کشور به شکل جدی به جمع‌آوری هنر نمی‌پرداخت. [...] ایدهٔ اصلی در ۱۹۶۶ (۱۳۴۵) شکل گرفت، اما سال‌ها طول کشید تا پروژه به پایان برسد.»
به گفتهٔ فرح پهلوی، علاقهٔ شخصی او به هنر نوین سبب شده بود تا در زمان حکومت همسرش، دستگاه‌های دولتی و اشخاص مجموعه‌دار را تشویق کند تا به جای خریدن آثار سنتی، پول بیشتری برای خرید و نمایش آثار نوین کنار بگذارند. هنگام بازدید از نمایشگاه کارهای ایران درودی، نقاش نامدار ایرانی و در پی درخواست درودی از فرح پهلوی برای ایجاد مکانی برای نمایش همیشگی آثار، فرح پهلوی در نهایت مصمم شد تا موزهٔ هنرهای معاصر ساخته شود. این موزه در آغاز قرار بود تنها برای هنر ایران باشد. اما بعد به خاطر افزایش درآمد ملی آثار خارجی، تصمیم بر این شد که کارهای خارجی نیز هم خریداری شوند. افزایش ناگهانی قیمت نفت در سال‌های دهه ۱۳۵۰ (۱۹۷۰ میلادی) و اوج گرفتن آن در ۱۳۵۴ خورشیدی (۱۹۷۵) پول زیادی به خزانهٔ دولت ریخته وارد کند. فرح می‌کوشید تا به نامِ برنامهٔ تمدن بزرگ به نمایش چهره‌ای نوین از کشور و بالا بردن جایگاه ایران میان دیگر کشورهای جهان بپردازد. اِیمن استدلال می‌کند که قرار گرفتن هتل اینترکنتیننتال تهران (لاله کنونی)، موزهٔ هنرهای معاصر، پارک فرح پهلوی (لالهٔ کنونی)، و موزهٔ فرش در کنار هم، همگی تلاشی از سوی محمدرضاشاه برای مدرن‌تر کردن تهران و ارائهٔ تصویری شکوهمند از پایتخت ایران بود.
فرح پهلوی در آغاز، طرح ساخت موزه‌ای برای هنر معاصر در تهران را با شاه و امیرعباس هویدا، نخست‌وزیر وقت در میان گذاشت. وی پیشنهاد کرد هنگام سرشاری خزانه، بهترین زمانِ خرید آثار نوین و نیز سنتی و باستانی بود. بنا شد تا بنای دو موزه، یکی برای هنر نوین و دیگری (با نام موزهٔ فرش) برای نمایش آثار سنتی دستبافت ایرانی در بخش‌هایی از پارک فرح ساخته شود. فرح پهلوی همچنین قراردادی با آلوار آلتو، معمار سرشناس فنلاندی امضا کرد تا شعبه‌ای از موزه را در شیراز برپا کند که به خاطر تأخیر انجام طرح و نیز وقوع انقلاب، ناتمام ماند. کامران دیبا در آغاز مأمور شد تا آثار هنری ارزشمند را از بیرون از کشور تهیه کند. به گفتهٔ آیدین آغداشلو دیبا تعدادی از آثار مطرح هنر نوین را خریداری کرد و با خود به ایران آورد. در میان آن آثار، کارهای بی‌نظیر و گاه اما کارهای کم‌اهمیت‌تر به چشم می‌خورند. کامران دیبا گفته بود در آغاز، دفتر فرح کارها را به صورت پراکنده می‌خرید و این جلوی گردآوری یک مجموعه منسجم را می‌گرفت. او روی هنر بعد از جنگ جهانی دوم آمریکا تمرکز کرد؛ زیرا هنر اروپا به دلیل بحران اقتصادی و بالا رفتن قیمت نفت و انرژی در وضعیت خوبی نبود و هنر آمریکا پویاتر بود.
کامران دیبا همچنین با کمک همکاران خود آغاز به طراحی معماری موزه بر بنیاد اصول نوین و با نگاه به فرهنگ ایرانی کرد. در آن هنگام دفتر مخصوص فرح پهلوی هزینهٔ ساخت موزه را در اختیار کامران دیبا گذاشت. این هزینه بیش از ۷/۲ میلیون دلار تنها برای ساختمان تخمین زده شده است. اگرچه ایدهٔ اصلی ساخت موزه را دیبا سال‌ها پیشتر ارائه کرده بود، اما تا پیش از تحویل هزینهٔ ساخت از سوی سازمان برنامه و بودجه کشور، ساخت‌وسازی صورت نگرفته بود. در نهایت در سال ۱۳۵۶ کار ساختمان موزه به پایان رسید و موزه در زمینی به مساحت ۵٫۰۰۰ مترمربع (بدون احتساب باغ تندیس‌ها) و در کل ۸٫۵۰۰ مترمربع (با احتساب باغ‌ها) ساخته شد.
در ۲۲ مهر ۱۳۵۶ برابر با زادروز ۳۹مین سالگی فرح پهلوی، موزه با حضور مهمانان ویژه‌ای چون خود محمدرضا و فرح پهلوی، نلسون راکفلر، معاون رئیس‌جمهور ایالات متحده آمریکا، توماس مسر رئیس، موزه گوگنهایم نیویورک و دو ویلد، رئیس موزه اشتدلیک آمستردام گشایش یافت. راکفلر در مراسم گشایش موزه آن را یکی از زیباترین موزه‌های جهان و ادامه و تکمیل‌کنندهٔ موزهٔ گوگنهایم نامید. برای جشن گشایش، مجموعه‌ای سفارشی از کارهای دنیس اوپنهایم برای فضای بیرونی موزه ترتیب داده بودند. همچنین برنامه‌های موسیقی سنتی ایرانی و موسیقی کلاسیک همراه رقص‌های محلّی ایران و رقص‌های مدرن غربی درون و در محوطهٔ بیرونی موزه اجرا می‌شدند. جشن افتتاحیه موزه به مدت سه روز ادامه داشت.
ایدهٔ اصلی تشکیل موزه این بود که بازدیدکنندگان برای دیدن کارهای هنری معاصر سدهٔ ۲۰ میلادی تنها به یک موزه بروند؛ چراکه اگر همهٔ آثار موجود در موزهٔ هنرهای معاصر تهران به نمایش درمی‌آمد، بازدیدکننده می‌توانست دستِ‌کم یک کار از هر هنرمند مطرح این سده ببیند. دیوید گالووی، متخصص هنری که نخستین نمایشگاه‌گردان موزه بود، در وصف آن گفته بود: «بازخوردی بسیار گرم و مثبت، تا انتهای کار، از مجموعه به عمل آمد. البته تلاش ما این بود تا تعادل میان هنر معاصر ایرانی و هنر معاصر غربی درست کنیم». گالووی این موزه را پلی میان شرق و غرب دانست.
به گفتهٔ کامران دیبا هنگام راه‌اندازی موزه، هنر معاصر کمتر در ایران شناخته شده بود. به جز تعداد کمی از هنرمندان که به اروپا رفته بودند و کارهای هنرمندان دریافتگرا را شناخته بودند، کمتر کسی از کارهای هنری در نیویورک آگاه بود. از سوی دیگر، مسئولان ایرانی بیشتر دیدی مایل به کارهای هنر زیبای سنتی داشتند. فرح پهلوی خود در آغاز علاقه داشت مجموعه‌ای از کارهای امپرسیونیستی گردآوری شود. ولی دیبا وی را قانع به خرید آثار هنر نوین از روی فهرست خود کرد. دیبا برای خرید آثار به ایالات متحده و اروپا سفر و با فروشندگان هنری دیدار می‌کرد. دفتر فرح پهلوی همچنین سفارش‌هایی به حراجی‌های معتبری چون ساتبیز و کریستیز داد. آن‌ها برای خرید کارها با رقابت چندانی از سوی دیگر مجموعه‌داران روبرو نشدند. چرا که به خاطر بحران اقتصادی آن سال‌ها توان خرید در بسیاری مجموعه‌داران نمانده بود.
آثار ایرانی و خارجی به وسیلهٔ کارشناسان هنری چون دانا استاین (مشاور هنری) و دیوید گالووی، کامران دیبا و کریم‌پاشا بهادری و زیر نظر مستقیم دفتر مخصوص شهبانو خریده شدند. پول خرید این آثار از شرکت ملی نفت ایران و سازمان برنامه و بودجه تأمین می‌شد. استاین از جمله کارشناسان هنری خبره‌ای بود که چندین کار از پابلو پیکاسو، ژرژ براک، پل گوگن، و جکسون پولاک برای دفتر مخصوص خرید. او همچنین خریدار اصلی تندیس‌های بی‌مانند موزه، از جمله کارهای ماکس ارنست، آلبرتو جاکومتی، هنری مور، و مارینو مارینی بود که امروز برخی از این‌ها در باغ تندیس‌های موزه هستند. کریم‌پاشا بهادری نیز با رئیسان حراجی‌های هنری معتبر و نیز گالری ارنست بیلر در سوئیس دیدار کرده بود و پس از گزینش آثار، با نظارت دفتر مخصوص آن‌ها را می‌خرید. پس از وی، کامران دیبا جریان گزینش را به دست گرفت. به گفتهٔ کامران دیبا در هنگام مدیریت وی بر مجموعه (۱۳۵۵ تا ۱۳۵۷) مبلغ ۳٬۶۰۰٬۰۰۰ دلار برای آثار هنری غربی و ۹۶٬۰۰۰ دلار برای کارهای هنرمندان معاصر ایرانی هزینه شد. دانا استاین، مشاور هنری موزه که مسئول خرید بخش اصلی آثار جمع‌آوری شده برای موزهٔ هنرهای معاصر بود، کل مبلغ هزینه‌شده برای خرید گنجینهٔ ارزشمند موزه حدود ۴۰ میلیون دلار تخمین‌زده است.
هیئت مدیره آغازین موزه فاطمه فرمانفرماییان، علی لاجوردی، کریم امامی تاریخ‌دان، شهردار وقت تهران، مهدی کوثر رئیس دانشکدهٔ معماری دانشگاه تهران، و داریوش مهرجویی کارگردان بودند.

### در جریان انقلاب
گالووی می‌گوید هنگامی که در سال ۱۳۵۷ ایران دستخوش شورش و ناآرامی شد، وی واپسین بار از موزه دیدار کرد. او نقشی از تام وسلمن از مجموعهٔ نامدار Great American Nude را به یاد می‌آورد که نگاره‌ای از زنی آمریکایی برهنه با پستان‌های بزرگ صورتی‌رنگ بود. پس از انقلاب ۱۳۵۷ یکی از کارمندان موزه برگه‌ای را از نقاشی آویزان دید که در زیر قاب چپانده شده بود و بر رویش نوشته بود: «دفعهٔ بعد به جای این برگه یک بمب خواهد بود!». گالووی سپس‌تر نمایش این اثر و نیز تابلوی زن ۳ کار ویلم دکونینگ را نادرست دانست.
در اوایل سال ۱۳۵۶ گالووی تنها یک سال پیش از انقلاب از سمت خود کناره گرفت و کامران دیبا نیز در اکتبر همان سال به کارکنان موزه اطلاع داده بود که به سبب بیماری از ایران خواهد رفت. تا ۲۶ دی ۱۳۵۷ که شاه و خانواده‌اش ایران را ترک کردند، کمتر کسی از بنیان‌گذاران اصلی موزه در ایران مانده بود.
با بالا گرفتن راهپیمایی‌ها و درگیری‌های خونین خیابانی، کارکنان موزه آثار موجود را به زیرزمین ساختمان – که در آن هنگام همچون پناهگاهی موقت در نظر گرفته بودند – منتقل کردند. آغداشلو در این باره می‌گوید:
در آغاز انقلاب کسی نمی‌دانست چه اتفاقی پیش خواهد آمد. پس تنها کاری که کردند آن بود که زمین را بکنند. چیزی همچون مجموعه درسدن در جریان جنگ جهانی دوم که همه چیز را در غارها نگاه داشتند؛ مشابه چنین چیزی در لوور انجام شد. این چیزها پدید می‌آید. [مهم این است] تا بتوان آثار را امن نگاه داشت. آن‌ها در انجام چنین کاری موفق شدند.
به گفتهٔ گالووی، هنردوستی مردم ایران و فرهنگشان مانع نابودی آثار موزه در جریان انقلاب شد. به باور او عشق به زیبایی، ابراز هنرمندانه، تزئین، طراحی، و رنگ در ایرانیان آن‌گونه بوده است که گویی در شکلی خنده‌دار، مجموعه‌ای که آثار اندی وارهول و روی لیکتنستاین را در خود جای داده باشد، بی‌تردید در چنان فرهنگی ریشه دارد. به گفتهٔ آیدین آغداشلو، در سخت‌ترین روزهای انقلاب، مردم از موزه در برابر تجاوز دفاع می‌کردند. مهدی کوثر – که در آن هنگام مدیر موزه بود – فهرستی از آثار موزه تهیه کرده و کمک کرده بود تا آثار در زیرزمین مجموعه پاسداری شوند. کوثر که واپسین مدیر موزه پیش از انقلاب بود توانست همه کارهای هنری را به خوبی در زیرزمین قرار دهد تا در نهایت در نخستین روزهای اسفند ۱۳۵۷ و اندکی پس از ۲۲ بهمن، مدیریت موزه را به نیروهای پاسدار انقلاب – که از سوی خمینی مأمور پاسداری از گنجینه‌های کشور شده بودند – سپرد.
با این حال تعداد انگشت‌شماری از آثار نتوانستند دوران انقلاب را سپری کنند. پس از انقلاب، پرتره‌ای از فرح پهلوی که وارهول در سال ۱۹۷۷ میلادی کشیده بود با چاقو تکه‌تکه شد و تندیسی از بهمن محصص را که غیراسلامی و تحریک‌آمیز پنداشته بودند، شکستند.

### پس از انقلاب

زن ۳ از ویلم دکونینگ، تنها اثری است که در ۴ دهه گذشته از مجموعهٔ موزه هنرهای معاصر تهران خارج شده است.

پس از انقلاب ۱۳۵۷ ایران، انقلابیون قصد داشتند ساختمان منحصر به‌فرد موزه را به حسینیه تبدیل کنند که نشد. با این وجود موزه برخلاف بسیاری دیگر از موزه‌های ایران تنها دورهٔ تعطیلی کوتاهی به خود دید. به گفتهٔ ایمن، آنچه بر موزه در طی رویدادهای منجر به انقلاب و پس از آن – که با کوشش حکومت اسلامی نوپا برای زدودن یادگارهای خاندان پهلوی در ایران همراه بود – گذشت، در میان دیگر نهادهای همانندش استثناء به‌شمار می‌رود. پس از رویدادهای بهمن ۱۳۵۷ که منجر به سرنگونی پادشاهی در ایران شد، موزه دو هفته تعطیل شد. سپس با بازگشت کارکنان اصلی، تا ۶ ماه به فعالیت خود در پشت درهای بسته بر روی بازدیدکنندگان ادامه داد، تا آنکه پس از تشکیل نهادهای هنری جدید و تغییر مدیریت، دوباره درهای خود را گشود. از آن به بعد بسیاری از آثار غربی موجود در موزه برچسب غیرقابل نمایش خورده و از دیدگان همگان پنهان شدند. شماری از آثار که نمایندهٔ برهنگی بود نیز سبب برانگیختن واکنش مسئولان حکومت جمهوری اسلامی شد. با این حال، در دههٔ ۱۳۷۰ خورشیدی تعدادی از آن‌ها برای نمایش به موزه‌های غربی فرستاده شدند.
در سال‌های آغازین پس از انقلاب، نمایشگاه‌های گوناگونی به مناسبت سالگرد پیروزی انقلاب در موزه برگزار شدند. در این نمایشگاه‌ها آثاری از هنرمندان انقلابی و همچنین آثاری از هنرهای سنتی مانند خوشنویسی و نگارگری به نمایش درمی‌آمدند. این رویه تا چندین سال ادامه داشت تا اینکه موزهٔ هنرهای معاصر دست به برگزاری نمایشگاه‌های منظم دوسالانه و سه‌سالانه زد. نخستین نمایشگاه دوسالانهٔ نقاشی ایرانی در پاییز ۱۳۷۰ (۱۲ سال پس از انقلاب) با سازماندهی وزارت فرهنگ و ارشاد اسلامی در موزه برگزار شد. هدف از برگزاری این نمایشگاه، بنا بر کاتالوگ‌های آن، بهبود کمی و کیفی هنر نقاشی و ایجاد فضایی رقابتی در میان هنرمندان به منظور کشف و حمایت از استعدادهای جوان بود. بیشتر آثار انتخابی در این نمایشگاه کارهایی با درونمایه‌های ایرانی–اسلامی بودند. نامِ بخشی از نمایشگاه را نیز فلسطین گذاشته بودند. موزه در طول دوسالانهٔ نخست، کنفرانسی با موضوع مرکزی «هویت فرهنگی و هنری» برگزار نمود. هویت فرهنگی و هنری از مباحثی بود که پیش از انقلاب نیز بدان پرداخته شده بود. وانگهی همایش این بار بر جنبه‌های انقلابی، اسلامی و سنتی فرهنگ متمرکز شد و مسئولان امیدوار بودند که بتوانند هنری اسلامی را ارائه نمایند. در سال ۱۳۷۲ دومین دوسالانه با گرایشی اندکی کمتر به هنر اسلامیِ صرف برگزار شد. از این تاریخ دوسالانهٔ جداگانه‌ای به نمایش نقاشی‌های مینیاتور اختصاص یافت.
تا ۱۵ سال پس از انقلاب، موزه نزدیک به ۱۵ مدیر بر خود دید و گرایش خود را به نمایش آثار هنر نوین، همچون هنر ایدئولوژیک در خدمت تبلیغات سیاسی تغییر داد. به گفتهٔ اِیمن، موزه در این هنگام به یک گالری برای نمایش آثار جنگی مربوط به جنگ ایران و عراق تبدیل شده بود و تصویرهای کشتگان و نیز کارهای هنرمندان انقلابی فلسطینی و مکزیکی به نمایش درمی‌آمدند. این دوره‌ای از تاریخ موزهٔ هنرهای معاصر بود که می‌توان آن را دورهٔ ارزش‌های انقلابی نامید. مدیران موزه در این دوره از سوی وزارت فرهنگ و ارشاد اسلامی منصوب می‌شدند و بیشتر آنها تحصیلات یا آشنایی هنری نداشتند.

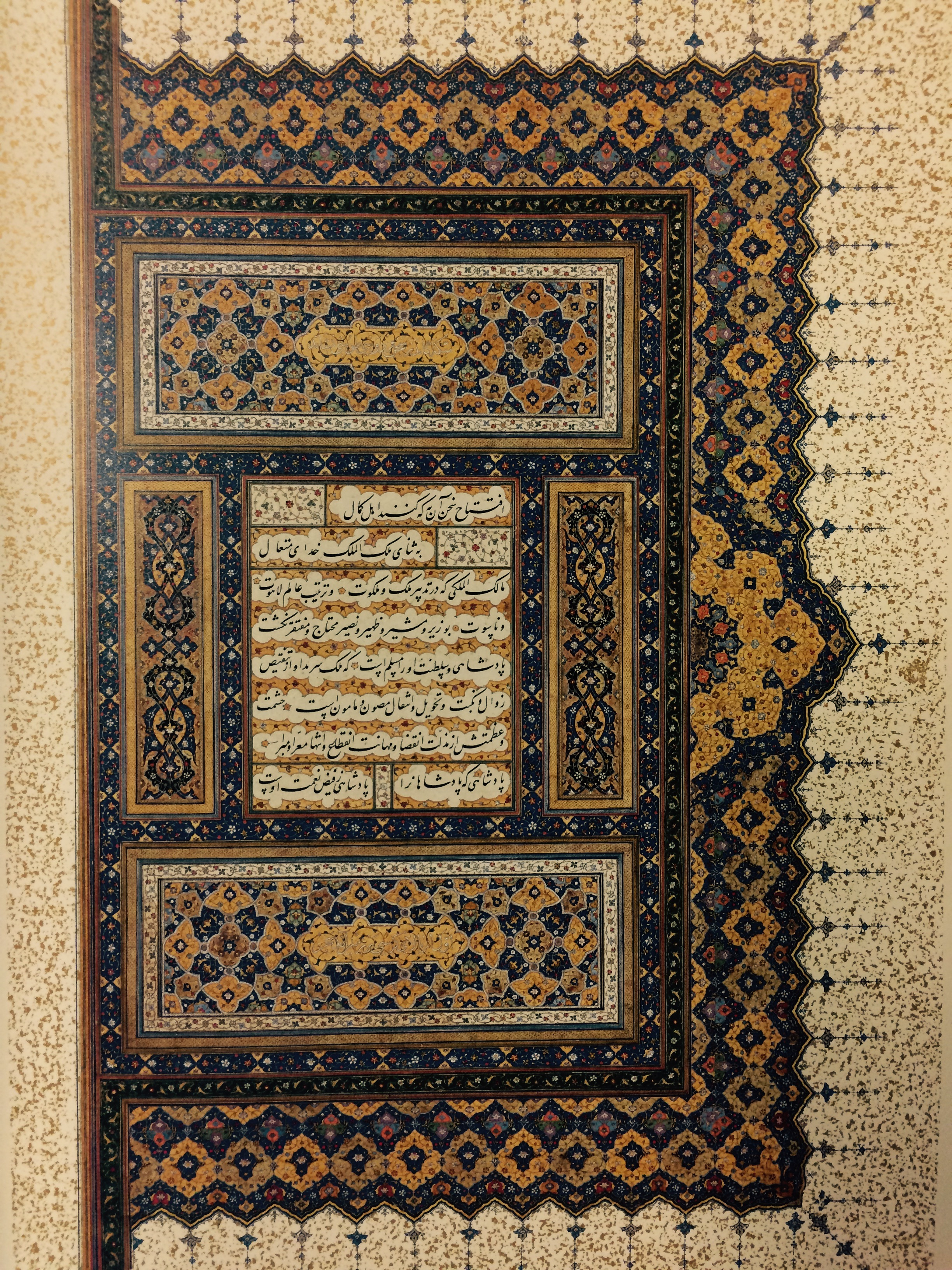
برگ آغازین و نخستین برگ خطاطی شاهنامهٔ تهماسبی که در سال ۱۳۸۱ به مجموعهٔ موزه افزوده شد.

بزنگاه دگرگونی در مدیریت و گرایش موزه، انتخاب محمد خاتمی به ریاست جمهوری در سال ۱۳۷۶ بود. انتخابات ۱۳۷۶ و روی کار آمدن اصلاح‌طلبان ایران سبب شد تا اندیشه‌های آزادی‌خواهانه و لیبرال در محیط هنری بیشتر پیگیری شود و خاتمی – که خود پیش‌تر وزیر فرهنگ و ارشاد اسلامی در دولت اکبر هاشمی رفسنجانی بود – علیرضا سمیع آذر را به مدیریت موزه برگزید. سمیع آذر که بین سال‌های ۱۳۷۸ تا ۱۳۸۴ مدیر موزه بود برخلاف مدیران پیش از خود، ارزش بسیاری به نمایش آثار موجود و همچنین آثار هنرمندان ایرانی – که چه بسا همسو با حاکمیت نبودند – داد.
موزهٔ هنرهای معاصر پس از انتخابات ۱۳۷۶ به مهم‌ترین مرکز هنرهای تجسمی وزارت فرهنگ و ارشاد اسلامی تبدیل شد. موزه از این تاریخ به‌طور فعال و نظام‌مند سمینارها، نمایشگاه‌ها و دوسالانه‌هایی برگزار کرد. هنرمندان نوسنت‌گرا و برخی از بزرگان جنبش سقاخانه، مانند حسین زنده‌رودی، مسعود عربشاهی، محسن وزیری‌مقدم، منصوره حسینی، بهجت صدر و پرویز تناولی – که برخی از آنها پس از انقلاب از جامعهٔ هنری ایران گسسته بودند – بار دیگر برای برگزاری نمایشگاه یا شرکت در سمینار به موزه دعوت می‌شدند و آثار آنها در سلسله نمایشگاه‌های پیشگامان هنر مدرن ایران به نمایش درمی‌آمد. در این زمان موزه فعالیت خارج از کشور خود را نیز افزایش داد و به برگزاری نمایشگاه‌هایی در اروپا، آمریکا و آسیا پرداخت. موزه در این هنگام با نمایش کارهای نقاشی، طراحی گرافیک، و مجسمه‌سازی توانست مخاطبان خود را گسترش دهد و هنرمندان نامدار بین‌المللی ایرانی چون عباس کیارستمی، آیدین آغداشلو، و فرح اصولی در آن به برگزاری نمایشگاه در کنار هنرمندان جوان‌تر پرداختند.
۲۲ سال پس از انقلاب نیز، بخش مهمی از آثار غربی گنجینهٔ موزه در چند نمایشگاه مرتبط با پاپ آرت، امپرسیونیسم، و مینیمالیسم طی ۵ سال به نمایش درآمدند. تا اینکه در سال ۲۰۰۵ میلادی، نمایشگاهی بزرگ از آثار ممنوعهٔ این مجموعه برای متخصصان هنری برگزار شد. البته شماری از آثار نامدار، از جمله گابریل با پیراهن باز از پیر اگوست رنوآر و گذر ۲ از جسپر جانز، در این نمایشگاه به نمایش درنیامدند. همچنین پس از آنکه مسئولان تابلویی سه‌لتی از فرانسیس بیکن به نام آرمیدن دو نفر بر تخت در حضور دیگران را مظنون به داشتن درونمایهٔ همجنسگرایانه شناختند، نامه‌ای رسمی به برگزارکنندهٔ موزه فرستاده شد تا لت میانی را از نمایش در بیاورد. این نمایشگاه که «جنبش هنر مدرن» نامیده شده بود با کوشش مسئولان موزه و پشتیبانی مستقیم خاتمی برپا شد و نخستین بار بود که شماری از کارهای اندی وارهول، ونسان ون گوگ، آنری دو تولوز-لوترک، و سالوادور دالی پس از انقلاب به نمایش درمی‌آمد. سمیع‌آذر توانست به مسئولان حکومتی بقبولاند که آثار مجموعه را بی‌کم‌وکاست به تماشای متخصصان هنری داخلی و خارجی بگذارند. این نمایشگاه تا ۵ ماه ادامه داشت و اقبال بسیار خوبی یافت. با این حال، پس از روی کار آمدن محمود احمدی‌نژاد، سمیع‌آذر از کار کناره گرفت و آثار بار دیگر به زیرزمین فرستاده شدند.
با پایان ریاست سمیع‌آذر و تغییر سیاست‌های فرهنگی، حبیب‌الله صادقی نقاش انقلابی به ریاست موزه رسید و گرایش‌های ایدئولوژیک همچون آغاز انقلاب را پی گرفت. پس از وی، محمود شالویی مدیریت موزه را بر عهده گرفت. از آنجا که او هم‌زمان مدیرکل هنرهای تجسمی وزارت فرهنگ و ارشاد اسلامی بود، با شتاب سیاست‌های کنترلی سختی بر کارهای هنری به اجرا گذاشت. این دوره‌ای بود که به خاطر برگزاری نمایشگاه‌های ضعیف و گاه نامربوط به هنر معاصر، شمار بازدیدکنندگان موزه رو به کاهش نهاد.
در دسامبر ۲۰۱۵، ایالات متحده آمریکا ۱۴ قلم از آثار هنرمندانی چون پیتر آیزنمن، مایکل گریوز و رابرت استرن را که در سال ۱۹۷۸ (یک سال پیش از پیروزی انقلاب ۱۳۵۷) توسط موزه هنرهای معاصر تهران خریداری شده بود، را به ایران بازگرداند.

## معماری

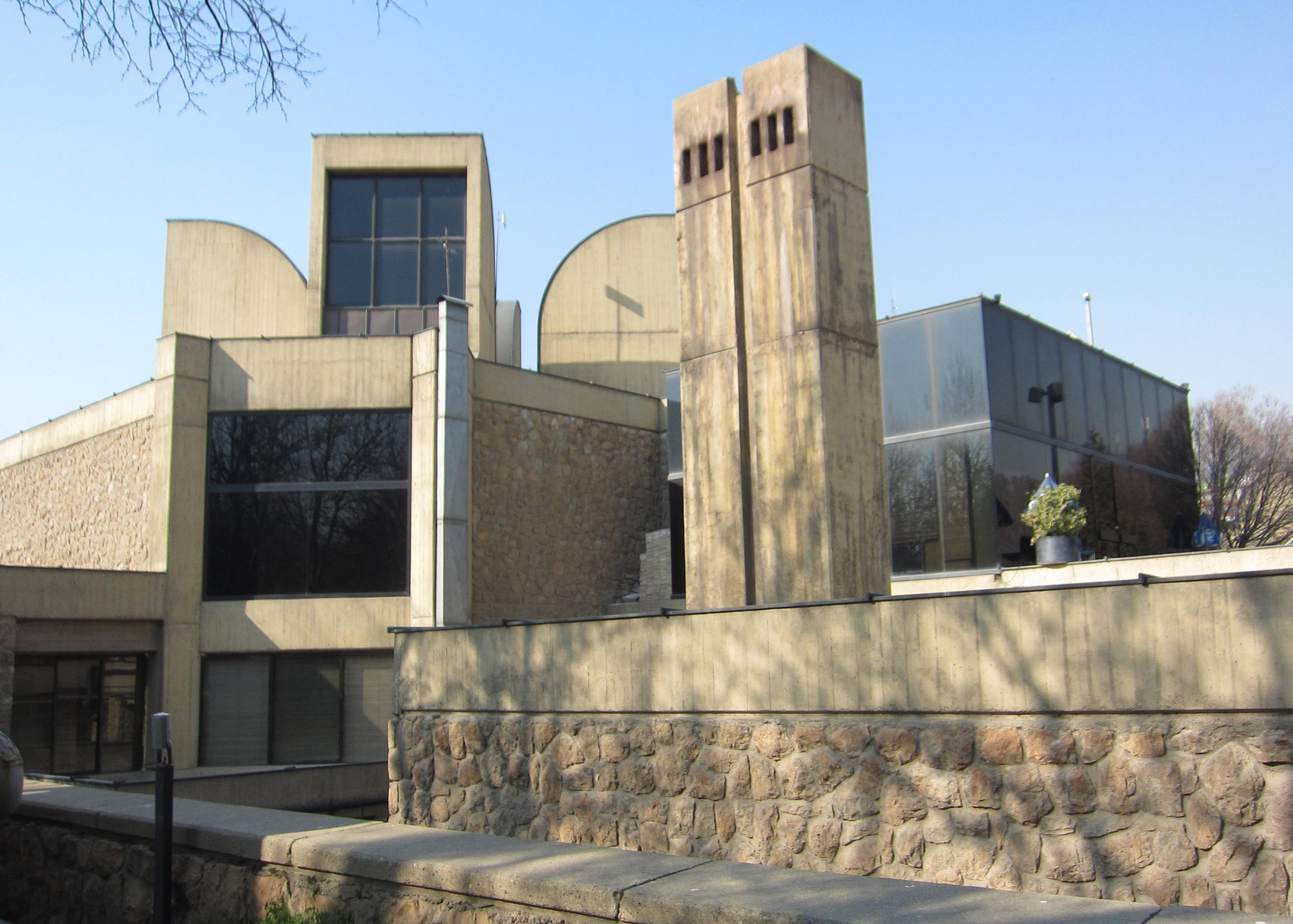
نورگیرهای طراحی‌شده به شکل بادگیرهای ایرانی، نور بیرون را به درون فضاهای درونی و گالری‌های مجموعه هدایت می‌کنند.

ساختمان موزهٔ هنرهای معاصر از نمونه‌های معماری نوین در ایران به‌شمار می‌رود. در این سازه، از معماری سنتی ایران و مفاهیم فلسفی همراهِ عناصر مدرن بهره گرفته شده است. طراحی و معماری این سازه به دست کامران دیبا انجام گرفت که عناصر معماری سنتی ایران، همچون هشتی، چهارسو، و گذرگاه را در طراحی آن قرار داد. به گفتهٔ کامران دیبا معماری نوین موزه را در هیچ‌یک از کشورهای عرب و مسلمان از جمله مصر و ترکیه نمی‌توان یافت. دیبا ایدهٔ طرح موزه را از کارهای لو کوربوزیه و فرانک لوید رایت وام گرفت و در طراحی محتوا و بخش‌های لازم آن به موزه هنرهای مدرن نیویورک نیز چشم داشت. دیبا همچنین در طراحی سازه از آثاری از خوسپ لوئیس سرت همچون فونداسیون مگ و نیز آثار لوئی کان – که در کارهای خود موضوع عرفان را مبنا قرار داده بودند – بهره گرفت. شماری از مجسمه‌های برنزی پرویز تناولی به سفارش دیبا برای این مجموعه ساخته و در محوطهٔ اطراف آن تعبیه شد. به گفتهٔ دیبا وی فضاهای درونی موزه را به گونه‌ای طراحی کرد تا ارتباط میان انسان‌ها و فعالیت آنان با یکدیگر را تقویت کند. فضاهای باز و راهروهایی که به آرامی در فضای موزه چرخیده و به گالری‌ها می‌رسد به درستی چنین فضایی را فراهم کرده‌اند.
ساختمان موزه از سنگ و بتن ساخته شده و روی هم رفته (همراه باغ‌های اطراف) ۸۵۰۰ مترمربع مساحت دارد. مساحت سطح کلی دیوارهای موزه نزدیک ۲۵۰۰ مترمربع است. خود موزه بیش از ۵۰۰۰ متر مربع مساحت دارد و ساختن آن ۹ سال طول کشید. محوطهٔ موزه دارای دو ورودی است که یکی در سوی پارک لاله قرار گرفته و خدماتی به‌شمار می‌رود و دیگری ورودی اصلی است که از سوی خیابان کارگر در غرب سازه راه می‌دهد. ساختمان خود موزه در جنوب بستر طرح و باغ تندیس واقع شده؛ و این باغ محیطی گسترده و چمن‌کاری‌شده در شمال ساختمان است.
نمای بیرونی ساختمان با الهام از بادگیرهای مناطق حاشیهٔ کویر ایران ساخته شده است. به گفته دیبا به خاطر آنکه وی بودجه‌ای در اختیار نداشت تا به دیدار موزه‌های مختلف جهان برود، آرام‌آرام توجهش به یافتن سبکی از معماری محلی جلب شد و بهترین نمونه‌های چنین سبکی را در پشت‌بام‌های گِلی و گنبدهای شهرهای کویری ایران یافت. طاق‌های مرسوم روستایی و نورگیرهای برگرفته از بادگیرهای کویری نقش نوعی هدایت‌کنندهٔ نور فضای بیرون به درون مجموعه را بازی می‌کند. اگرچه در گذشته پنجره‌های تعبیه‌شده در انتهای بادگیر این طاق‌ها نقش انتقال‌دهندهٔ جریان باد و تهویه را در ساختمان داشتند، اما امروزه دیگر باز نمی‌شوند و تنها به فضاهای درونی روشنی می‌بخشند. بنا نسبت به خیابان اصلی به اندازهٔ ۴۵ درجه چرخیده است و به جز چهار نورگیر فراز ورودی، دیگر نورگیرها همگی به سوی شمال شرق هستند.

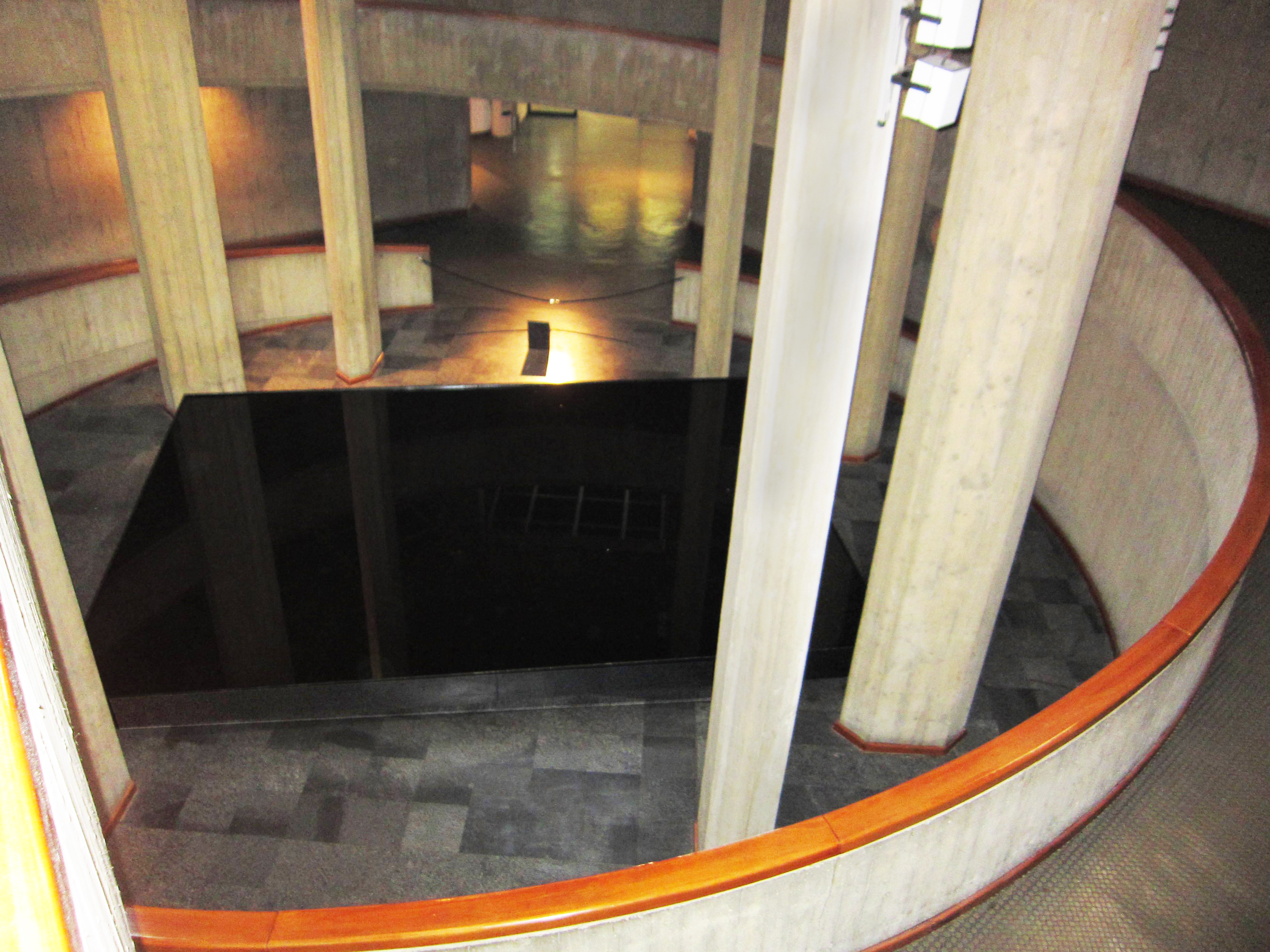
انتهای شیب‌راه و اثر آینه‌مانند هاراگوچی.

ساختمان موزه از دو بخش کلی، مجموعه‌ای از فضاهای بسته و حیاط میانی تشکیل شده است. درون ساختمان و در فضای بسته آن، مسیری مارپیچ به صورت چرخشی طراحی شده است که افراد با پیمودن مسیری با شیب کم، به سوی پایین راهنمایی می‌شوند. این مسیر مارپیچ داخلی در تضاد با نمای بیرونی، حالتی کاملاً نوین دارد. مارپیچ دارای هفت فضا یا گالری (نگارخانه) اصلی است. فضای نخست سرسرای اصلی ساختمان است که «گالری شماره یک» خوانده می‌شود. این گالری به آرامی به گالری پس از خود متصل می‌شود و بازدیدکننده را به درون زمین می‌برد. گالری‌های مجموعه دارای طرح‌های کمابیش همانند هستند. اما گالری‌های یک و پنج – که محور اصلی ساختمان موزه را می‌سازند – با دیگر گالری‌ها متفاوتند. اتصال هر گالری به گالری پس از خود از راهی با شیب ملایم صورت گرفته که در هماهنگی کامل با گالری‌ها ساخته شده‌اند.

نمای کلی موزه در گوشهٔ غربی پارک فرح در سال‌های نخست گشایش.

طراحی فضاهای بسته به گونه‌ای است که گالری شمارهٔ یک یا همان سرسرای اصلی، نقطهٔ آغاز و پایان بازدیدکننده خواهد بود. این سرسرا قاعده‌ای از هشت‌ضلعی نیمه‌منظم و طاقی بلند دارد که در بالایش نورگیر سقفی بزرگی با چهار بادگیر قرار دارد. دیبا در طراحی این سرسرا اهمیت زیادی به فضای میانی و ارتباط آن با ورودی و زنجیرهٔ گالری‌های دیگر، و نیز با کتاب‌فروشی و رستوران مجموعه داده است. ارتباط سرسرای اصلی با پایین‌ترین سطح موزه از فضای تهیِ میانی و شیب راههٔ مارپیچ به وجود آمده است. پایین مارپیچ و در دل هشتی، اثری مدرن از هنرمند ژاپنی نوریوکی هاراگوچی با نام ماده و فکر قرار دارد که ترکیبی از روغن و پولاد است. این اثر که در ایران ساخته شده است، همانند حوض‌خانه‌های ایرانی است و به دلیل ویژگی انعکاسی این ترکیب، بازدیدکنندگان آن را به شکل آینه‌ای بزرگ می‌بینند.
فضاهای باز و حیاط میانی موزه شکلی نامنظم دارند. حیاط میانی در راستای شمال–جنوب و عمود بر محور ورودی موزه کشیده شده و شکل آن برآمده از پس و پیش نشست‌های حجم گالری‌ها است. گالری‌های شماره یک و پنج دو در ورودی شیشه‌ای به این حیاط دارند. از آنجا که گالری‌ها خود به تدریج پایین‌تر می‌روند، حیاط میانی نیز ترازهای گوناگون دارد و دارای سکوهایی با بلندی ناهمسان و پله‌هایی است که آن سکوها را به هم می‌پیوندد. در میان سکوها و در میان پله‌ها حوضی چهارگوش قرار دارد که بر محور اصلی حیاط واقع شده است.
دیوارهای ساختمان موزه، بسته و کم‌روزنه هستند و شکلی دژمانند از حجم‌های توپر و سنگین را تشکیل داده‌اند. مصالح به کار رفته در نمای ساختمان سنگ‌های بادبر نارنجی و بتن هستند. این سنگ‌های بادبر به آن خاطر انتخاب شده‌اند تا نما را سنگین و سنتی نشان داده و به آن شکل تاریخی بدهند. بخش مدور نورگیرها با ورقه‌های مسی پوشانده شده است و شیشه‌هایی که در انتهای نورگیرها قرار دارد تیره‌رنگ هستند. دیوارهای سنگی با بتن قاب‌بندی شده‌اند و رنگ متمایل به کرم این بتن و ترکیب آن با سنگ‌های لاشه سبب ایجاد رنگ و بوی معماری کاهگلی کویری ایران شده است.

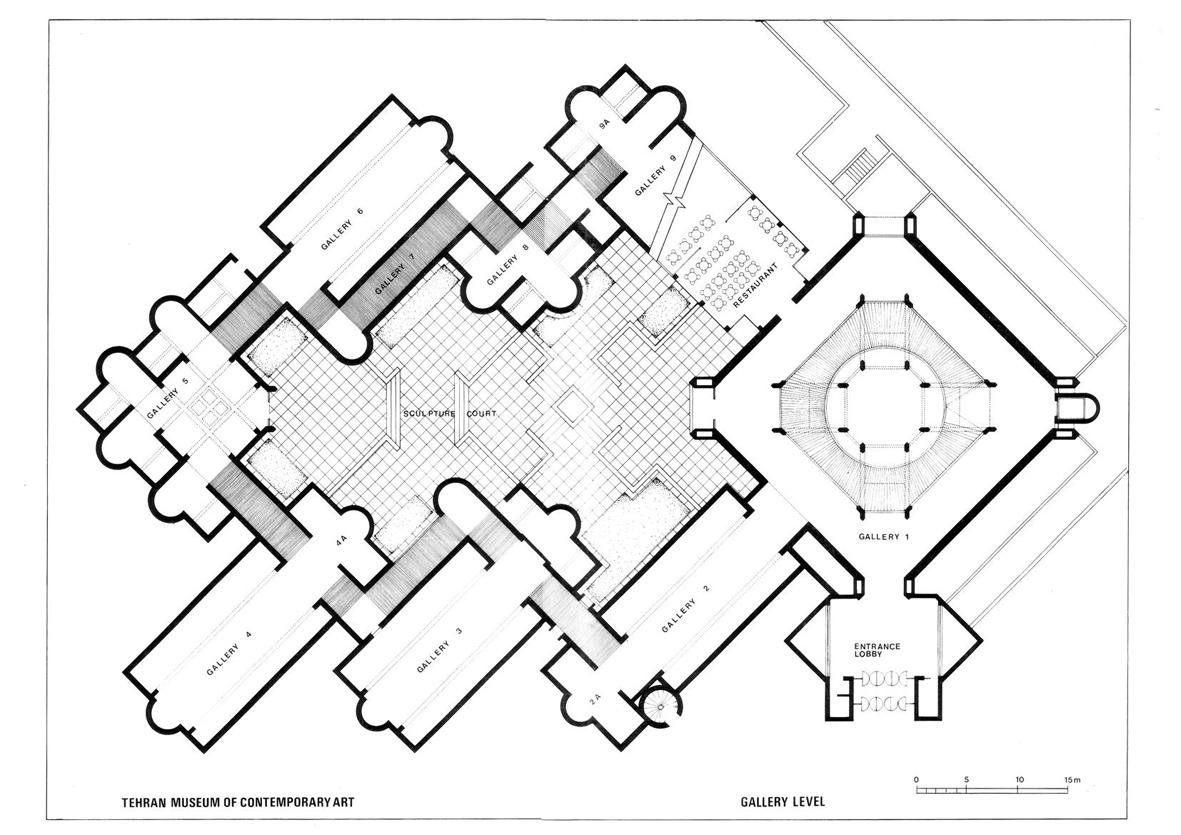
نقشهٔ موزهٔ هنرهای معاصر تهران

داریوش بوربور معمار، شهرساز و طراح معتقد است که معماری این بنا کپی کاری است؛ او می‌گوید:
«برج‌های منحنی شکل که در موزه هنرهای معاصر وجود دارند، کوچک‌ترین ارتباطی با بادگیر ندارند. متأسفانه موزه هنرهای معاصر کپی است، قسمت‌هایی از موزه خوان میرو در اسپانیاست. به نظر من حالت منحنی این بنا نیز برای نورگیری است و هیچ ربطی به باد ندارد. اساساً این معماری اصالت نوآوری ندارد که بتوان آن را به معماری ایرانی چسباند. حتی فضای انحناییِ ارتباطی وسط ساختمان نیز کپی شده از موزه گوگنهایم نیویورک اثر فرانک لوید رایت در نیویورک است.»

### بازسازی
در ۹ اردیبهشت ۱۳۹۷ موزه هنرهای معاصر به منظور انجام عملیات بازسازی اساسی تعطیل شد و وعده بازگشایی دوباره در تابستان همان سال داده شد. اما فرایند بازسازی به دلیل پیچیدگی‌هایی که بعد از آغاز عملیات اجرایی مشخص شده بود، موضوعات مربوط به امنیت و حفاظت از گنجینه و همچنین دنیاگیری کووید-۱۹، ۳۰ ماه به طول انجامید و با نمایش مجموعه‌ای از آثار گنجینه موزه در نیمه بهمن ۱۳۹۹ برای بازدید عموم گشایش یافت. بازسازی موزه در دو مرحله انجام شد. در مرحله نخست، گنجینه موقتی ایجاد و مجموعه به آن منتقل شد، در پی آن عایق‌بندی سقف و کف، لایروبی چاه‌های فاضلاب، بهسازی سامانه تهویه، عایق سازی پنجره‌ها، لمینیت کردن شیشه‌ها، نورپردازی جدید و اصلاح سامانه‌های امنیتی انجام گرفت. در مرحله دوم زیر ساخت‌های تأسیساتی و اطفای حریق دستی و هوشمند به روزرسانی شدند و با برخی تغییرات در کاربری ۲۰ درصد به فضای نگهداری گنجینه افزوده شد. بودجه عملیات بازسازی ۱۶ و نیم میلیارد تومان اعلام شد.
در آخرین مراحل بازسازی و مرمت، هویت بصری و نشان‌واره تازه‌ای برای موزه توسط رضا عابدینی طراحی و معرفی شد. معرفی این هویت بصری تازه واکنش منفی بسیاری از هنرمندان و طراحان گرافیک را برانگیخت و بسیاری به دفاع از نشان‌واره اولیه که توسط جواد پویان طراحی شده بود پرداختند که هم با معماری موزه در ارتباط است و هم در طول سال‌ها به بخشی جدایی ناپذیر از هویت موزه تبدیل شده است. برخی هم به ضعف‌های طراحی در کار عابدینی اشاره می‌کردند. در نهایت بعد از چند روز مسئولان اعلام کردند که نشان‌واره موزه تغییر نمی‌کند و طرح تازه کنار گذاشته شد.

## امکانات موزه
موزهٔ هنرهای معاصر دارای ۹ گالری است که ۳ گالری آن نمایشگاه آثاری از نقاشان و هنرمندان بین‌المللی هستند که در گنجینه دائمی موزه نگهداری می‌شوند. این گنجینه، آثار بسیار باارزشی از کلود مونه، ونسان ون گوگ، پابلو پیکاسو، رنه ماگریت، اندی وارهول و دیگران را در خود دارد. نمایشگاه‌های موقتی و فصلی در شش گالری دیگر موزه برپا می‌شوند. گالری‌ها یکی پس از دیگری در راه گذر بازدیدکنندگان قرار دارند و این، تماشای همه کارها را آسان می‌کند.

### کتابخانهٔ تخصصی
کتابخانهٔ تخصصی موزه در پایان شیب راهی که به بخش‌های امور اداری و هنری می‌رسد واقع شده است. در مخزن این کتابخانه نزدیک ۵۰۰۰ کتاب فارسی و غیرفارسی وجود دارند که موضوعات هنری گوناگونی چون معماری، نقاشی، طراحی، ارتباط تصویری، عکاسی، سینما و مانند این‌ها را پوشش می‌دهند. سامانهٔ رده‌بندی این کتاب‌ها به شکل LC است و تنها اعضا می‌توانند از آن استفاده کنند. عضویت در این کتابخانه، ویژهٔ دانشجویان و پژوهشگران رشتهٔ هنر است. در بخش نشریات ادواری نیز نشریات فرهنگی و هنری داخلی و برخی نشریات خارجی در موضوع‌های مرتبط نگهداری می‌شوند. از دیگر امکانات تخصصی موزه می‌توان به کانون‌های معماری و نیو مدیا اشاره کرد.

### بخش‌های جنبی

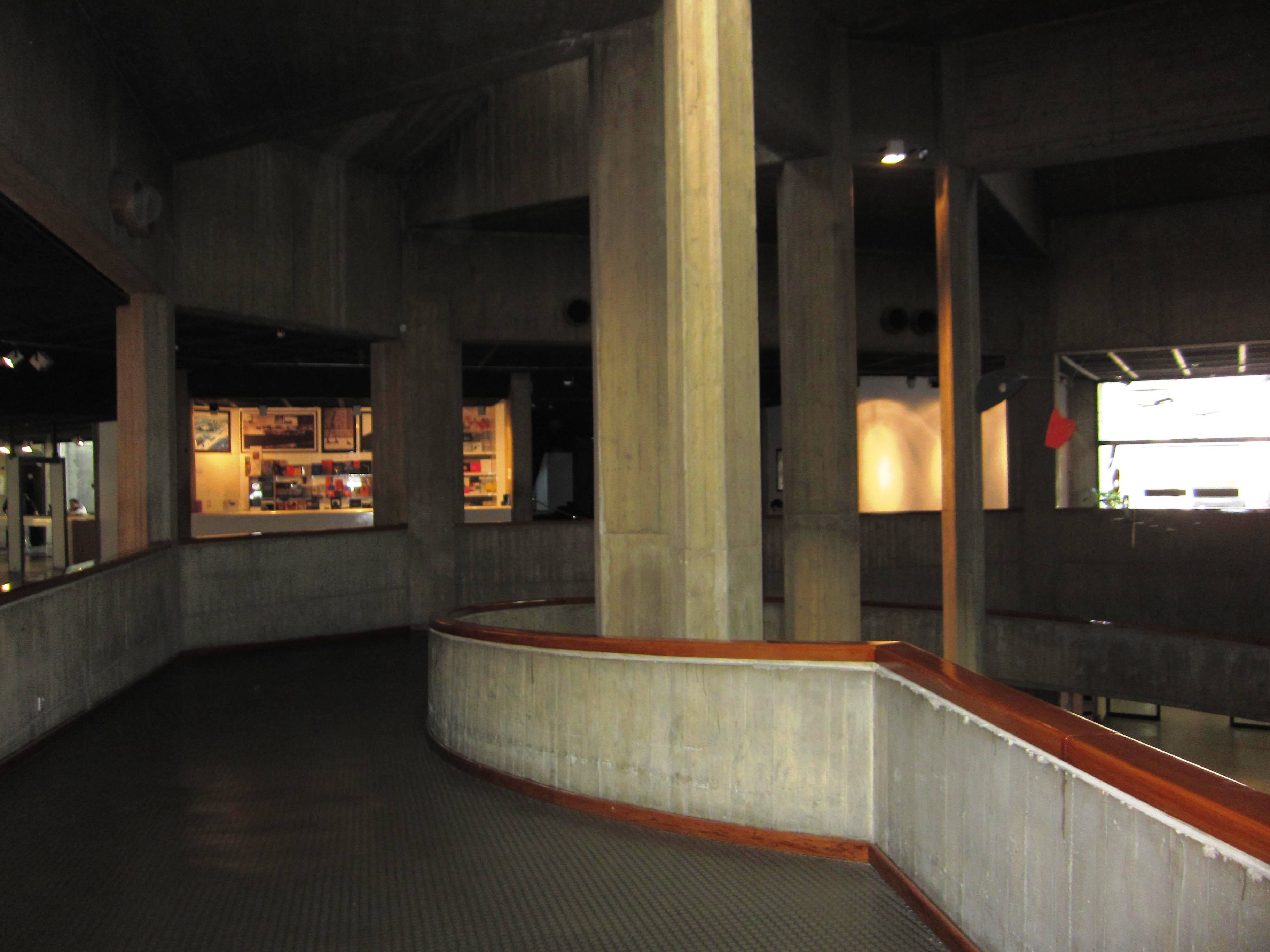
نمایی از فضای درونی و کتاب‌فروشی موزه

موزهٔ هنرهای معاصر چندین بخش جنبی نیز دارد که از جملهٔ آن‌ها می‌توان فیلم‌خانه (سینماتک)، کتابفروشی تخصصی و رستوران را نام برد. فیلم‌خانه در مهر ۱۳۷۷ آغاز به کار نمود و هدف از برپایی آن نمایش کارهای ارزشمند سینمای ایران و جهان و سنجش فیلم‌های به نمایش درآمده برای ارتقای کیفیت نگاه مخاطبان است. این مجموعه همچنین به برگزاری جلسه‌های نقد، سمینار و مراسم آغاز و پایان نمایشگاه‌ها می‌پردازد. گنجایش ثابت فیلم‌خانه ۲۰۰ صندلی است. اندازهٔ پردهٔ نمایش آن ۶ × ۸ متر است که امکان نمایش فیلم و اسلاید را فراهم می‌سازد. فیلم‌خانه اعضای ثابتی دارد و در روزهای آغازین هر سال عضویت می‌پذیرد. اعضای فیلم‌خانه می‌توانند یک سال از برنامه‌های آن استفاده کنند. این اعضا همچنین از دیگر برنامه‌های موزه و کتابخانه نیز بهره‌مند می‌شوند.
کتابفروشی تخصصی در سمت چپ سالن ورودی به گالری‌ها است و در آن نشریه‌های هنری ایرانی، نمونه‌هایی از کارهای نویسندگان ایرانی، گاهشمار، کارت‌پستال‌های هنری و آثار منتشر شده در مؤسسهٔ هنرهای تجسمی را می‌فروشند.
رستوران و کافی شاپ موزه نیز در طبقهٔ همکف ورودی است تا بازدید کنندگان بتوانند قبل و بعد تماشای نمایشگاه موزه در آنجا به استراحت بپردازند و از فضای حیاط میانی موزه لذت ببرند. دیواری شیشه‌ای موزه را از باغ تندیس جدا کرده است و می‌شود چهار تندیسِ اسب و سوارکار اثر مارینو مارینی، درمانگر اثر رنه ماگریت، زن ایستادهٔ ۱ و مرد در حال قدم‌زدن ۱ از آثار آلبرتو جاکومتی را از داخل رستوران تماشا کرد.

نمای داخلی کافه موزه
نمای داخلی کافه موزه
نمای خارجی کافه موزه
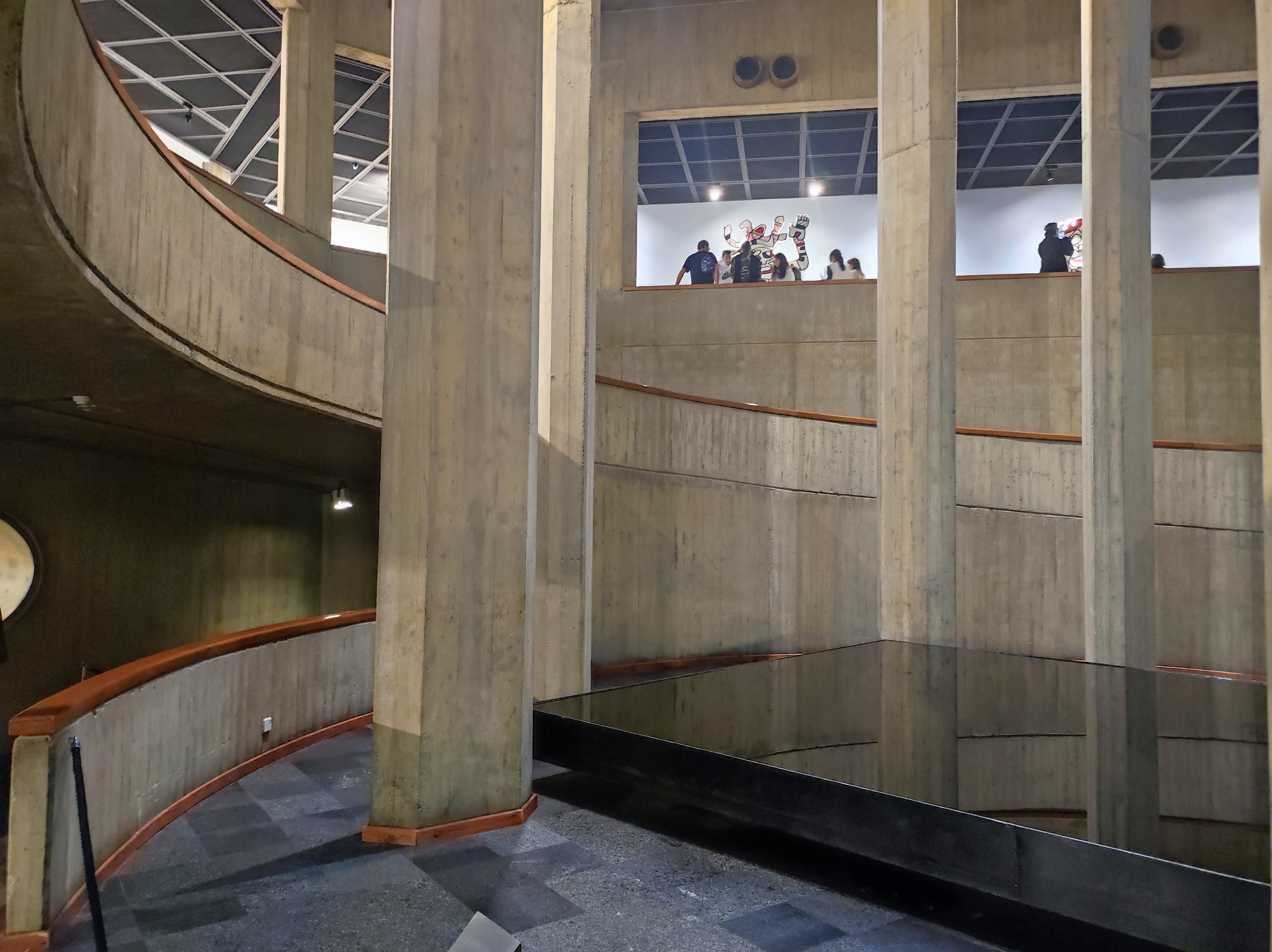
حوض روغن موزه

## مجموعهٔ آثار هنری
مجموعهٔ آثار موزه را می‌توان در سه گروه آثار موجود در مخزن (گنجینه)، آثار ارائه شده در گالری‌ها و فضاهای درون موزه، و نیز تندیس‌های موجود در محوطه بیرونی دسته‌بندی کرد.

### آثار باغ تندیس
باغ تندیس، فضای سبز واقع در شمال ساختمان موزه است با مجسّمه‌هایی از ماکس ارنست، پرویز تناولی، هنری مور، ماکس بیل و دیگران.
هنگام ساخت موزه، دیبا از پرویز تناولی درخواست کرد تا تندیسی با نام مرد رهگذر برای جلوی ورودی موزه بسازد. تندیسی از مردی خسته که روی نیمکت نشسته و میان مردم بیرون جای دارد. دیبا می‌خواست ارتباطی میان مردم در بیرون از ساختمان، با آنچه در درونش وجود دارد برقرار کند. تناولی تندیس را با بهره‌گیری از شکل جامه و همچنین چهرهٔ خود دیبا ساخت. این تندیس در دوران انقلاب توقیف و سپس ناپدید شد.
برخی از پیکره‌های موجود در محوطهٔ موزه عبارتند از:
| نام اثر              | نام هنرمند       | تاریخ ساخت اثر      | جنس اثر           | بلندی یا ابعاد (به سانتی‌متر) | نگاره |
| -------------------- | ---------------- | ------------------- | ----------------- | ---------------------------- | ----- |
| پیکر لمیدهٔ دوقطعه‌ای  | هنری مور         | ۱۹۶۹–۷۰             | برنز              | ۲۵۴                          |       |
| پیکر لمیدهٔ سه‌قطعه‌ای  | هنری مور         | ۱۹۶۸–۶۹             | برنز              | ۲۶۵                          |       |
| درمانگر              | رنه ماگریت       | ۱۹۶۷                | برنز              | ۱۶۰                          |       |
| نقش جدی              | مکس ارنست        | ۱۹۴۴                | برنز              | ۲۴۰                          |       |
| زن ایستادهٔ ۱         | آلبرتو جاکومتی   | ۱۹۶۰                | برنز              | ۲۶۷                          |       |
| مرد در حال قدم‌زدن ۱  | آلبرتو جاکومتی   | ؟                   | برنز              | ۱۸۲٫۵                        |       |
| در ستایش پابلو نرودا | ادوآردو چیلیدا   | ۱۹۷۴                | فولاد             | ۱۶۸                          |       |
| —                    | آرنالدو پومودورو | ۱۹۶۷–۱۹۷۵           | برنز با پتینه طلا | ۱۵۶                          |       |
| ریتم در فضا          | ماکس بیل         | ۱۹۶۴                | سنگ گرانیت قرمز   | ۳۲۵                          |       |
| گلابی خاردار         | الکساندر کالدر   | ۱۹۶۴                | فولاد             | ۴۰۰ × ۳۵۰ × ۲۵۰              |       |
| تقدیس ۱              | پرویز تناولی     | ۱۹۷۶ (۱۳۵۵ خورشیدی) | برنز              | ۱۰۰ × ۲۲۷ × ۲۸۵              |       |
| اسب و سوارکار        | مارینو مارینی‏    | ۱۹۵۳                | برنز              | ۱۳۸                          |       |
| —                    | کارل اشلامینگر‏   | ۱۹۷۷                | برنز              | ؟                            |       |
| —                    | کارل اشلامینگر   | ۱۹۷۷                | برنز              | ؟                            |       |

### گنجینه

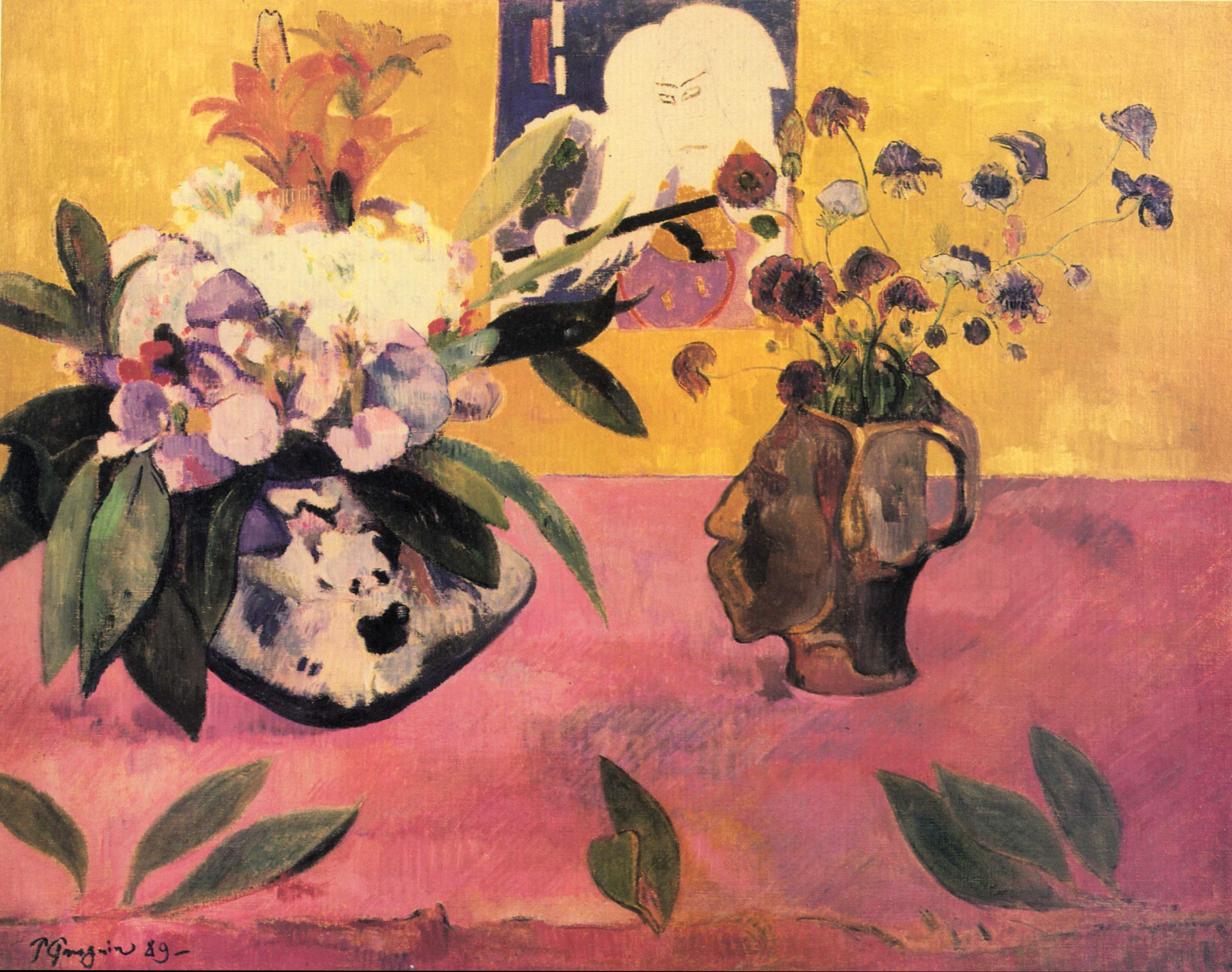
طبیعت بی‌جان و باسمه ژاپنی، پل گوگن، ۱۸۸۹.

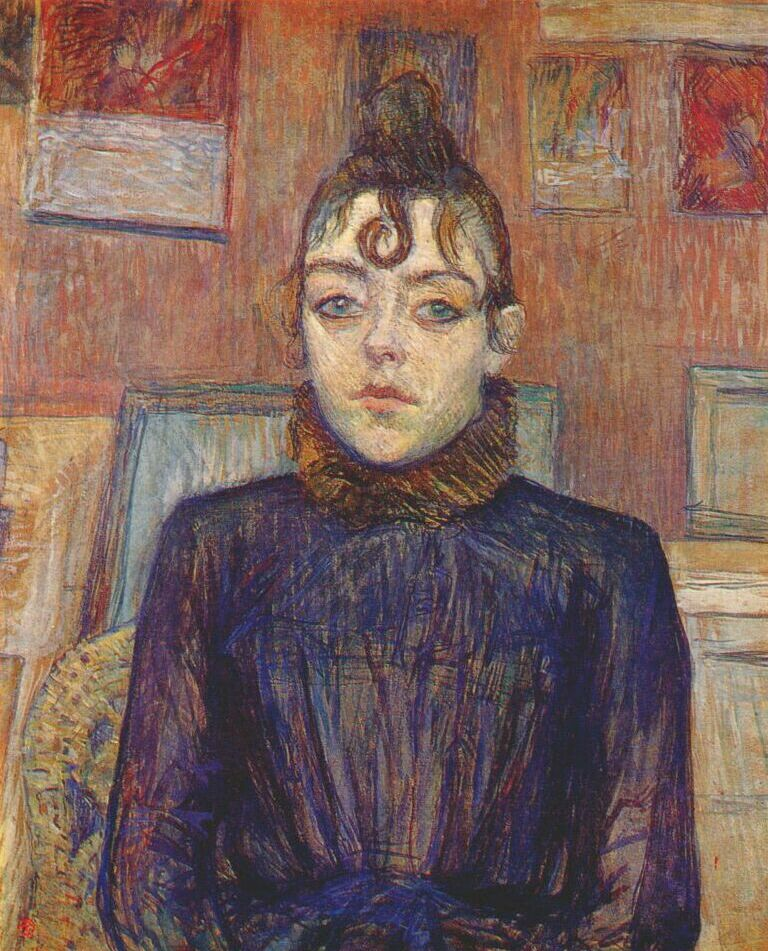
دختر لوترک با قفل عشق، تولوز لوترک، ۱۸۸۹.

خودکشی (مرد ارغوانی در حال پرش)، اندی وارهول، ۱۹۶۳.

در گنجینهٔ دائمی موزه بیش از ۳۰۰۰ اثر ارزشمند و یگانه از نخبگان هنرهای تجسمی ایران و جهان نگهداری می‌شود که نزدیک به ۴۰۰ عدد از آنها ارزش استثنایی دارند. در سال‌های ۱۳۸۳ و ۱۳۸۴ این گنجینه به‌طور کامل در نمایشگاهی به نام جنبش هنر مدرن به نمایش درآمدند. به گفتهٔ رئیس وقت موزه در سال ۱۳۹۳ به خاطر عدم نمایش، بیشتر آثار نگهداری‌شده در زیرزمین موزه در معرض هوای بیرون قرار نگرفته و آسیب کمی دیده‌اند و هیچ‌یک از این آثار دارای آسیب جدی نیست. به گفتهٔ برخی کارشناسان هنری، آثار نگهداری‌شده در این گنجینه، بی‌نظیر هستند و گرد آوری این آثار به خاطر تلاش بسیار حکومت پهلوی در خرید آثار هنر مدرن آمریکا و اروپا و برای نشان دادن چهره‌ای نوگرا از حکومت بود. فرح پهلوی در گفتگو با روزنامهٔ گاردین در سال ۲۰۱۲ میلادی آثار این موزه را سرمایهٔ ملی نامید و ابراز امیدواری کرد تا مردم ایران از این مجموعه به خوبی نگهداری کنند.
موزهٔ هنرهای معاصر دارای یکی از کامل‌ترین مجموعه‌های هنر اکسپرسیونیسم انتزاعی در جهان است. از بزرگان هنر مدرن جهان شاید تنها ادوار مانه، پل سزان و پیت موندریان اثری در این موزه نداشته باشند. به گفتهٔ علی‌رضا سمیع‌آذر، از مدیران پیشین موزه، مجموعه آثار موزه از آن جهت در جهان استثنایی هستند که همهٔ جنبش‌های هنری سده‌های ۱۹ و ۲۰ میلادی را یکجا پوشش می‌دهند. چیزی که نه در ژاپن و شرق، نه در کشورهای اروپای شرقی، نه در اسکاندیناوی، نه در آمریکای جنوبی و آسیا، و هیچ جای دیگر نمونه‌اش را نمی‌توان یافت. ارزش مادی بعضی از این آثار چنان است که همچون جواهرات سلطنتی، پشتوانهٔ اسکناس [ایران] به‌شمار می‌روند.
خبرگزاری فارس در گزارشی در سال ۱۳۹۱ به ارزش روز آثار این موزه پرداخت. بنا بر این گزارش، اگرچه آثار موزه را هیچگاه کارشناسان معتبر خارجی قیمت‌گذاری نکرده‌اند، اما ارزش حدودی این آثار بیش از ۲٫۵ میلیارد دلار است. مشخصاً سه عدد از این آثار که در چند سال گذشته به امانت سپرده شده‌اند و در آن هنگام برای تخمین میزان بیمه نیاز به کارشناسان معتبر برای قیمت‌سنجی آثار بود، قیمت‌هایی به ترتیب زیر ارائه شدند:
- نقاشی دیواری روی زمینه قرمز هندی،[یادداشت ۲۲] جکسون پولاک، ۲۵۰ میلیون دلار بر پایهٔ تخمین بنیاد کریستیز
- نقاش و مدلش،[یادداشت ۲۳] پابلو پیکاسو، ۱۰۰ میلیون دلار بر پایه تخمین نهادهای رسمی در خارج از کشور و گروهی از کارشناسان ایرانی
- ترینیداد فرناندز،[یادداشت ۲۴] کیس فان دنگن، ۶۰ میلیون دلار بر پایه تخمین کارشناسان هلندی
- شماره ۲ (مرکز زرد)،[یادداشت ۲۵] (۱۹۵۴) مارک روتکو، ۶۰ تا ۷۰ میلیون دلار[۱۰۴]
- طبیعت بی‌جان و باسمهٔ ژاپنی،[یادداشت ۲۶] پل گوگن، ۵۵ میلیون دلار

از جمله دیگر آثار این موزه، تابلوی زن ۳ اثر ویلم دکونینگ بود که سال ۱۳۷۳ در سکوت خبری از ایران بیرون برده و با باقی‌مانده صفحات شاهنامهٔ تهماسبی – که در اختیار دیوید گفن، میلیاردر آمریکایی بود – تاخت زده شد. این معاوضه به خاطر «غیرقابل نمایش» بودن تابلو در ایران صورت گرفت. در سال ۲۰۰۶ میلادی (۱۳۸۵) این تابلو به قیمت ۱۳۷٫۵ میلیون دلار به فروش رفت و عنوان دومین تابلوی گران‌بهای فروخته‌شده تا آن زمان در جهان را به دست آورد.
نقاش و مدلش اثر پابلو پیکاسو از جمله نامدارترین آثار این هنرمند است که به نوشتهٔ گاردین، ارزشی میان ۲۵ تا ۳۰ میلیون پوند دارد. وال‌استریت ژورنال نیز آن را از برترین آثار پیکاسو می‌داند. این تابلو در ایران به نمایش همگانی گذاشته نمی‌شود و در انبار زیرزمینی موزه روبروی تابلویی از روح‌الله خمینی نگهداری می‌شود.

تابلوی نقاش و مدلش خلق شده در سال ۱۹۲۷. اثر پابلو پیکاسو، نقاش اسپانیایی

آرمیدن دو نفر بر تخت در حضور دیگران تابلویی سه‌لتی از فرانسیس بیکن است که از جمله مهم‌ترین آثار وی به‌شمار می‌رود. این اثر به دلیل مایهٔ همجنسگرایانه خود، تنها یک بار پس از انقلاب به نمایش درآمد. با این حال، در سال ۱۳۸۳ برای نمایش در موزهٔ تیت بریتانیا به بریتانیا قرض داده شد.
آثار موجود از اندی وارهول در این موزه از جمله نامدارترین کارهای او هستند. وارهول خود رابطهٔ خوبی با خاندان پهلوی داشت و پرتره‌هایی از ایشان، از جمله فرح و اشرف پهلوی کشیده بود. تابلوی خودکشی (مرد ارغوانی در حال پرش) (۱۹۶۳) از وی در سال ۱۹۷۵ خریداری شد. تونی شفرازی، فروشنده آثار هنری مقیم نیویورک، ارزش کنونی تابلو را ۷۰ میلیون دلار تخمین می‌زند. از جمله دیگر آثار وارهول در موزه تابلوهایی از مائو تسه‌تونگ و پرتره‌هایی از سرخپوست آمریکایی، میک جگر و مریلین مونرو هستند.
از جمله دیگر آثار مطرح هنر مردمی موزه می‌توان براتاتا (۱۹۶۲) را – که از مطرح‌ترین کارهای روی لیکتنستاین است – نام برد. گنجینهٔ موزه همچنین شامل بیش از ۱۰ کار رنگ اکریلیک و رنگ روغن هنرمند اسرائیلی، یاکُو آگام است که به گفتهٔ پسر آگام از کارهای ارزشمند او هستند. این کارها در بازدید فرح پهلوی از پاریس و با انتخاب خود او خریداری شدند. آگام همراه با پسرش در تابستان ۱۹۷۷ و اندکی پیش از گشایش موزه به دعوت فرح پهلوی به ایران سفر کرد.
از آثار هنرمندان تندیس‌ساز مفهومی می‌توان به کارهایی از دونالد جاد (بی‌عنوان، ۱۹۶۵) و ادواردو چیلیدا (یادی از پابلو نرودا، ۱۹۷۴) و دن فلی‌وین (بی‌عنوان، ۱۹۶۶–۱۹۷۱)، و سول لویت (ساختار مکعبی، ۱۹۷۶)، و هنری مور (بیضی با نقاط تیز) اشاره کرد.

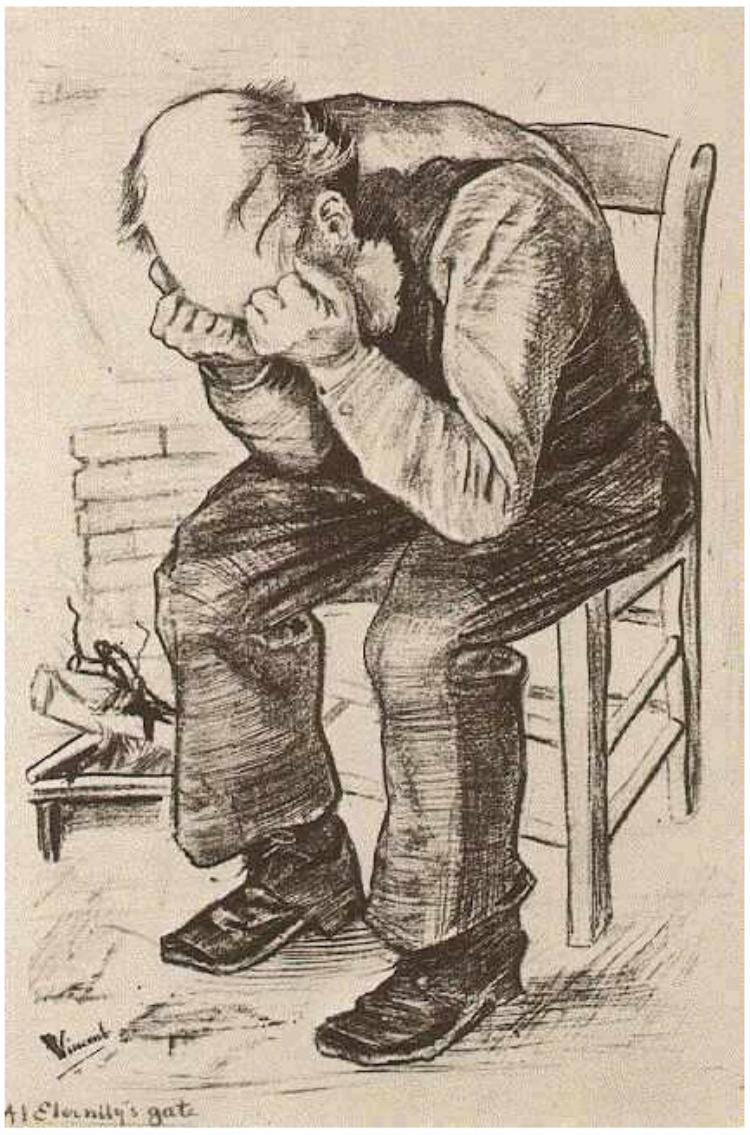
نسخهٔ چاپ‌سنگی بر دروازهٔ ابدیت، اثر وَنسان وَن گوگ، ۱۸۸۲، ۵۰ × ۳۵ سانتیمتر

از جمله دیگر آثار مطرح موزه این‌ها هستند:
- کلود مونه؛ حومهٔ ژیورنی (۱۸۸۳)
- ونسان ون گوگ؛ بر دروازهٔ ابدیت (چاپ‌سنگی، ۱۸۸۲)
- کامی پیسارو؛ خانه‌های کنوکه
- آنری دو تولوز-لوترک؛ دختری با موهای مدل Accroche-coeur (۱۸۸۹)
- جیمز انسور؛ ورود مسیح به بروکسل در ۱۸۸۹ (چاپ فلزی و آبرنگ، ۱۸۸۸)، کلیسای جامع، ازدواج صورتک‌ها
- ادوارد مونک؛ پرترهٔ خود نقاش (چاپ‌سنگی)
- فرانسیس بیکن؛ مرد لمیده با تندیس (۱۹۶۰–۱۹۶۱)

- آنری ماتیس؛ کسی که از تاهیتی بازمی‌گردد (چاپ‌سنگی، ۱۹۳۰)
- پابلو پیکاسو، چهرهٔ زن II، زنی که می‌گرید، پنجره‌ای باز رو به خیابان پانتیور (۱۹۲۰)، میمون و بچه میمون (تندیس)، ژاکلین درحال مطالعه
- مارسل دوشان؛ برای شیشهٔ بزرگ
- رنه ماگریت؛ راه آسمان (۱۹۵۷)
- ماکس ارنست؛ تاریخ طبیعی (۱۹۲۳)، جنون ماه (تندیس)
- ژرژ براک؛ گیتار، میوه و تُنگ (۱۹۲۷)، پنج قطعهٔ برنز (تندیس)
- خوان میرو؛ پرندگان غار، گاوباز (اینتالیو رنگی، ۱۹۶۹)
- الکساندر کالدر؛ ماهی نارنجی (تندیس جنبا، فلز رنگ‌شده)
- داوید آلفارو سی‌که‌ایروس؛ زاپاتا (لیتوگراف، ۱۹۳۰)
- واسیلی کاندینسکی؛ امتدادهای روشن (۱۹۳۷)
- ویلم دکونینگ؛ نور در ماه اوت (پیشتر به همراه زن ۳)
- مارک روتکو؛ قهوه‌ای مایل به قرمز نارنجی و سیاه بر زمینهٔ قهوه‌ای، مرکز زرد – شمارهٔ دو (۱۹۵۴)
- هانس هارتونگ؛ تی۹۷۳‌ای ۱۳ (۱۹۷۳)
- روی لیختنشتاین؛ ملودی، طبیعت بی‌جان
- رابرت راشنبرگ؛ آب‌بندی، اسکلت‌بندی، بدرقه
- جسپر جانز؛ تله، گذر ۱، گذر ۲ (۱۹۶۶)، چرخ‌دنده (چاپ‌سنگی)[۵۱]

#### نقاشی ایرانی
گنجینه هنرهای نوگرا و معاصر ایران موزه شامل مجموعهٔ کم‌نظیری از آثار پیشروان هنر نوگرا و معاصر ایران است که کار گردآوری آن پیش از انقلاب آغاز شد، و پس از انقلاب ادامه یافت. چنان‌که بیش‌تر خریدهای موزه را شامل می‌شد. به گفته حبیب‌الله صادقی – نخستین مدیر موزه پس از انقلاب – بسیاری از این نیز از دارایی‌های وابستگان حکومت پیشین بودند که توقیف شدند و اکنون نزدیک به یک سوم مجموعه موزه را شامل می‌شوند. از جملهٔ این کارها می‌توان به موارد زیر اشاره کرد:
- حسین زنده‌رودی؛ بدون عنوان (آکریلیک روی کاغذ، ۱۳۴۱)، بدون عنوان (رنگ روغن روی بوم، ۱۳۴۶)
- صادق تبریزی؛ دو دل‌داده (۱۳۵۶)
- آیدین آغداشلو؛ هویت: در ستایش ساندرو بوتیچلی (۱۳۵۴)[۱۱۹]
- منصور قندریز؛ بدون عنوان (۱۳۴۳)
- پرویز تناولی؛ شاعر و قفس بلبل (۱۳۵۴)
- محمد احصایی؛ نقاشیخط (۱۳۵۳)
- فرامرز پیلارام؛ خطاطی (۱۳۴۸)
- لیلی متین‌دفتری؛ پرتره نسرین (۱۳۴۵)
- محسن وزیری مقدم؛ خراشیدگی‌های زمین (۱۳۴۲)
- سهراب سپهری؛ درختان (۱۳۵۰)
- مارکو گریگوریان؛ بدون عنوان (۱۳۵۵)

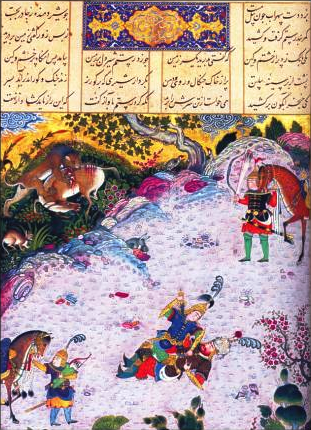
سهراب، رستم را به زمین می‌کوبد، از مجموعهٔ شاهنامهٔ تهماسبی در موزهٔ هنرهای معاصر تهران

موزه هنرهای معاصر همچنین دارای ۱۱۸ برگ از شاهنامه تهماسبی است که اگرچه این آثار، معاصر به‌شمار نمی‌روند، اما به دلیل آن‌که معاوضه صورت گرفته در سال ۱۳۷۳ با یکی از آثار مدرن مجموعه این موزه بوده است. موزه، مالک کنونی این برگ‌ها به‌شمار می‌رود. از جمله نگاره‌های موجود در مجموعه موزه می‌توان به این‌ها اشاره کرد:

#### گنجینهٔ عکس‌ها
گنجینهٔ عکس‌های موزهٔ هنرهای معاصر تهران شامل دست‌کم ۱۲۰ نگاره از عکاسان خارجی مانند هنری فاکس تالبوت، نادار، آوگوست ساندر، آلفرد اشتیگلیتس، انسل آدامز، جولیا مارگارت کامرون، ادوارد جین استایکن، لوئیس هاین، من ری، مارگارت برک-وایت، و واکر ایوانز است.
نگاره‌ها در زمان مدیریت کامران دیبا خریداری شدند و پیش از انقلاب در نمایشگاهی به نام «عکاسی خلاقه» نمایش یافتند. پس از انقلاب نگاره‌ها به مدت سی سال به نمایش درنیامدند تا اینکه در اسفند ۱۳۸۶ در نمایشگاهی با عنوان «چشم درون» به نمایش گذارده شدند. قدیمی‌ترین نگارهٔ این مجموعه مربوط به سال ۱۸۳۵ میلادی است.

#### مجموعه‌های اهداشده
در سال ۱۳۹۹ جمشید ناصری به وصیت همسرش منیژه میرعمادی، مجموعهٔ هنری‌شان شامل ۷۰۵ اثر از هنرمندان معاصر ایران را به موزهٔ هنرهای معاصر تهران اهدا کردند. این مجموعه شامل آثاری از حسین زنده‌رودی، ژازه تباتبایی، قاسم حاجی‌زاده، علی‌اکبر صادقی، محمد احصایی، رضا مافی، فریده لاشایی و عباس کیارستمی می‌شد.

## همکاری با دیگر بنیادهای فرهنگی
موزهٔ هنرهای معاصر تهران با هنرمندان و دیگر موزه‌های هنر معاصر در جهان همکاری می‌کند و به تبادل فرهنگی با آن‌ها می‌پردازد. این همکاری‌ها شامل برگزاری نمایشگاه‌های دوره‌ای از آثار هنرمندان خارجی یا به امانت سپاری آثار ارزشمند خود موزه به موسسات فرهنگی دیگر است. به گفتهٔ مجید ملانوروزی، مدیر کل دفتر هنرهای تجسمی وزارت ارشاد ایران، این موزه تلاش می‌کند تا در سایه برنامه‌های امانت‌گذاری، هنر معاصر ایران را نیز در کشورهای دیگر به نمایش بگذارد. همچنین بخشی از سود حاصل از فروش بلیت نمایش این آثار در کشورهای خارجی به موزهٔ هنرهای معاصر برسد. پس از به امانت سپاری تابلوی معروف جکسون پولاک به ژاپن، این موزه از قصد خود برای نگهداری دائم آن تابلو و تعدادی دیگر از آثار منحصر به فرد گنجینه در درون خود موزه و عدم امانت دادن دوبارهٔ آن‌ها خبر داد.
از دیگر همکاری‌های موزه می‌توان به قرض دادن تابلوی ترینیداد فرناندز به موزهٔ بویمانس فان بنینگن در روتردام هلند در سال ۲۰۱۰، و قرض دادن تابلوی نقاش و مدلش به کونستهاوس زوریخ در اکتبر ۲۰۱۰ اشاره کرد که پس از بازدید لیویا لوی آگوستی، سفیر پیشین سوئیس در ایران و درخواست او از موزه انجام گرفت.

## بازتاب

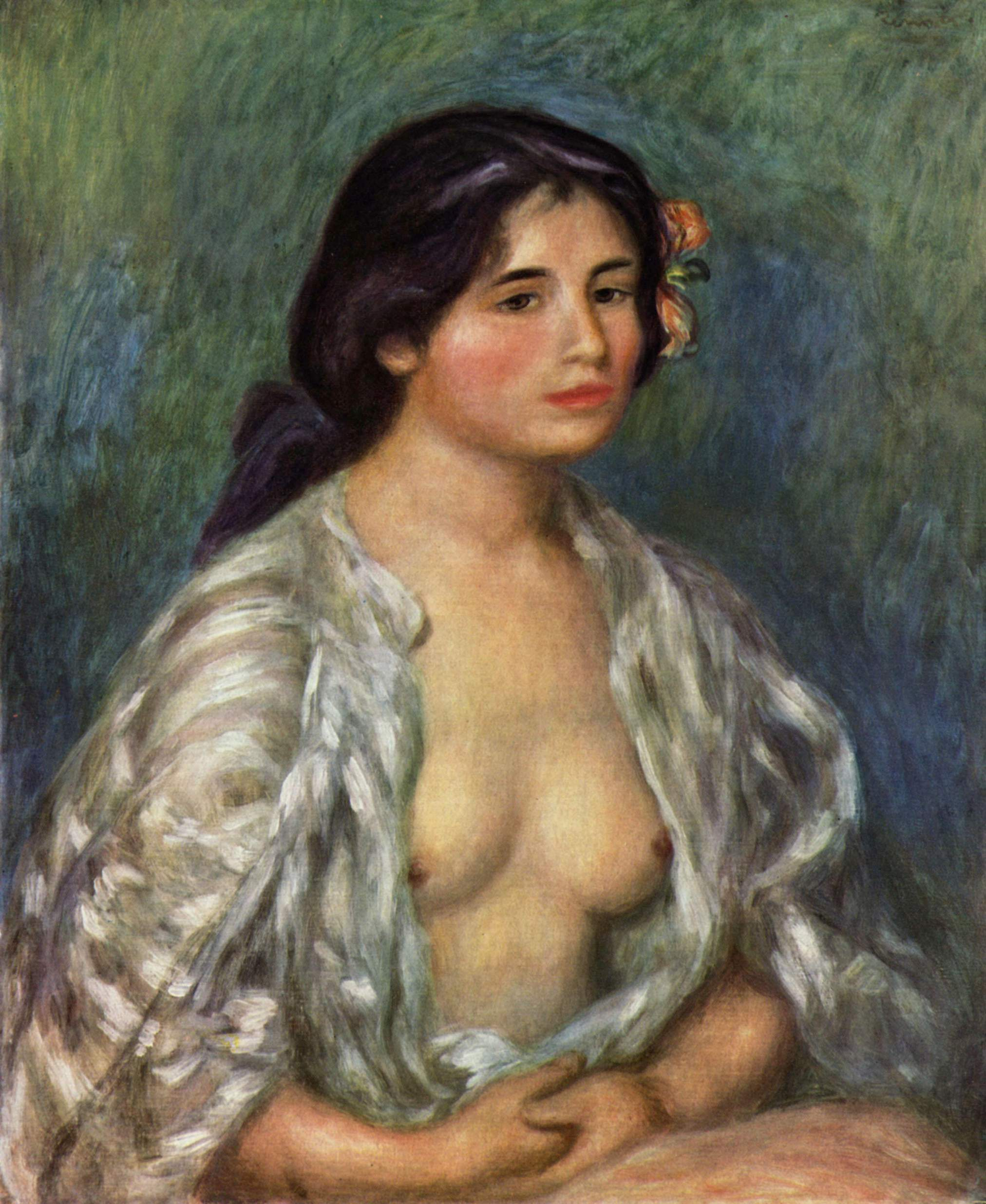
تابلوی گابریل با پیراهن باز از رنوآر پس از انقلاب ایران تاکنون هیچ‌گاه به نمایش درنیامده است.

### مجموعه آثار
گشایش موزه و خرید آثار گرانبهای غربی در آغاز، سرزنش گروهی از کنشگران ایرانی را در پی داشت. گروه‌های چپ‌گرا مانند حزب توده ایران از خرید هنر دون‌پایه غربی و به ویژه آمریکایی انتقاد کردند. این هنگامی بود که جنگ سرد میان شوروی و آمریکا در جریان بود. به گفتهٔ ایشان، یک تابلو از پیکاسو نمی‌توانست برای پسربچه‌ای ایرانی در خیابان معنا داشته باشد. انتقادهایی کم‌تعداد نیز از سوی غربیان دربارهٔ گشایش موزه صورت گرفت. برای نمونه، هرالد تریبیون به گردآوری هنر غربی به دست حکومت ایران انتقاد داشت و به جایش، گردآوری هنر بومی را به ایران پیشنهاد داد. همچنین، کوسیه فان بروخن، همسر کلاس اولدنبرگ، مجسمه‌ساز آمریکایی، کارزاری راه انداخت تا از هنرمندان بخواهد از فروش کارهایشان به حکومت پادشاهی ایران خودداری ورزند. در سال ۱۹۸۱ (۱۳۶۰ خورشیدی) هنگامی که بسیاری از فروشندگان آثار هنری پیِ معامله کارهای موجود در موزه بودند نیز، مجلهٔ آرت این آمریکا نوشتاری چاپ کرد که در آن، نویسنده تلویحاً ایرانیان را شایسته دارا بودن چنین مجموعه‌ای ندانسته و آن را «دستگاهی ساخت خارج که ایرانی‌ها نمی‌دانند از آن چگونه بهره گیرند» دانسته بود.

### عدم نمایش آثار
بیشتر انتقادها از موزه هنرهای معاصر تهران اما مربوط به پس از انقلاب و نمایش ندادن آثار هنری ارزشمند آن بوده‌اند. این انتقادها، هم از سوی هنردوستان و کنشگران درون کشور، و هم از سوی کارشناسان هنری بیرون از ایران بوده است که عدم نمایش آن‌ها را نشانهٔ انزوای فرهنگی ایران و دفن کردن آثار هنری در این کشور دانسته‌اند. با این حال، مسئولان موزه نیز بارها عدم نمایش آثار را به دلیل کمبود جا برای نمایش دائم آن‌ها، و انتظار برای تکمیل ساختمانی به نام موزهٔ ملی هنر و سپس انتقال آثار به آنجا اعلام کرده‌اند.
بعضی از آثار موزه پس از انقلاب ایران به نمایش گذاشته نشدند و اجازهٔ ورود به گنجینهٔ زیرزمینی موزه تنها برای بازدیدهای کم‌تعداد از سوی کارشناسان و دانشجویان هنر داده می‌شود. پس از نمایشگاه «جنبش هنر مدرن» در سال ۱۳۸۴ و نمایش کامل آثار مجموعه به کارشناسان هنری، عده‌ای انتقاد بعضی مسئولان حکومت در زمینهٔ مغایرت آثار موزه با شئونات اسلامی را زیر سؤال قرار داده‌اند و تنها دو یا سه اثر از مجموعهٔ کامل را غیرقابل نمایش دانسته‌اند.
کامران دیبا برای مدیریت این موزه دستمزدی دریافت نکرده بود. پس از انقلاب، در کاتالوگ‌های رسمی موزه نامی از بنیان‌گذاران آن و همچنین معمار آن، کامران دیبا آورده نشده است. اگرچه در راهنماهای چاپ‌شده به معماری بی‌نظیر و عالی سازه اشاره می‌شود، اما عدم اشاره به نام دیبا در موزه می‌تواند به دلیل رابطه خانوادگی وی با خاندان پادشاهی پیشین ایران باشد.

### معاصر نبودن موزه
موزهٔ هنرهای معاصر تهران همچنین به دلیل آنکه در دهه‌های گذشته آثار معاصر شاخص دیگری جز آنچه در گنجینهٔ خود دارد خریداری نکرده است، مورد انتقاد قرار دارد. اگرچه این موزه پس از انقلاب دست به خرید آثار هنرمندان ایرانی – از جمله نگارگران مینیاتور – زده است، اما به باور بعضی کارشناسان نبود آثار هنر معاصر تازه خریداری‌شده در فهرست آثار نمایشگاه، در عمل ویژگی معاصر بودن خود را از دست داده است. پس از انقلاب، اگرچه تعدادی اثر هنری خارجی در نتیجه تبادلات فرهنگی به موزه اهدا شدند، اما هیچ اثر خارجی خریداری نشد و این ارتباط موزه با هنر معاصر جهان را کم کرده است. تغییر بسیاری که در هنر معاصر جهان از دوره پس از انقلاب تاکنون صورت گرفته و عدم انعکاس آن در کارهای هنری به نمایش گذاشته شده یا درون گنجینه، به باور عده‌ای عنوان «موزه هنرهای معاصر» را از این موزه گرفته است.

### معاوضه، فروش یا کم شدن آثار
معاوضهٔ تابلوی زن ۳ اثر دکونینگ در سال ۱۳۷۳ موجی از انتقاد را در ایران در پی داشت. معاوضه اثر به شکل پنهانی و بدون اعلام پیشین انجام شد و خبرگزاری‌ها تنها پس از انجام آن، پی به صورت گرفتن چنین معاوضه‌ای بردند. در این سال، مجلس شورای اسلامی طرحی را به تصویب رساند که فروش کارهای هنری موزه‌های ایران، از جمله موزهٔ هنرهای معاصر که توانایی نمایش در درون کشور ندارند را قانونی می‌کرد. اگرچه این طرح بعدها از سوی شورای نگهبان رد شد، اما همزمانی آن با معاوضه زن ۳ انتقادهایی را در ایران برانگیخت. کامران دیبا با چاپ نوشتاری در کیهان اینترنشنال، به شدت به این معاوضه اعتراض کرد و نسبت به آغاز فروش گنجینه موزه هشدار داد. او همچنین به معیار مورد استفاده در معاوضه میان یک تابلوی غربی با صفحاتی از شاهنامه ایرانی اعتراض کرد و قیمت گذاشته شده برای این دو را نامتناسب می‌دانست. با این حال بعضی کارشناسان هنر در ایران نیز از معاوضه‌های صورت‌گرفته پشتیبانی کردند. برای نمونه، آیدین آغداشلو پس از انتشار خبر معاوضه، مقاله‌ای نوشت که در آن معاوضه اثر با ۱۱۸ برگ از شاهنامهٔ نفیس تهماسبی و به دست آوردن «قبالهٔ هنر کتاب‌آرایی و نقاشی ایرانی» را ستوده بود.
شماری از آثار موزه که پیشتر از آن خارج شده بودند و در انبار معاونت هنری وزارت ارشاد نگهداری می‌شدند، در سال ۱۳۹۴ خورشیدی توسط امین اموال فروخته شدند. پس از بررسی پلیس ایران، مشخص شد که وی از زمستان سال ۱۳۹۳ اقدام به خروج تدریجی ۲۷ اثر هنری از مجموعه هنر معاصر ایرانی (شامل کارهایی از بهمن محصص، رضا مافی، فریده لاشایی، حسین زنده‌رودی، و اردشیر محصص) کرده بود. با این حال، پس از مشخص شدن فروش آنها توسط این فرد، همگی آن‌ها پس گرفته شده و به گنجینه موزه بازگردانده شدند.

## تأثیرات اجتماعی

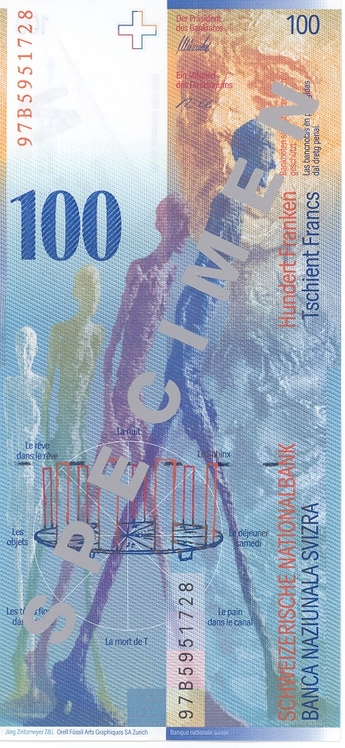
تندیس مرد در حال قدم‌زدن ۱ اثر آلبرتو جاکومتی که در موزه هنرهای معاصر تهران نگه‌داری می‌شود، بر روی اسکانس‌های ۱۰۰ فرانکی سوئیس نقش بسته است.

تغییرات مدیریتی و گرایش موزهٔ هنرهای معاصر تهران به ویژه پس از روی کار آمدن دولت خاتمی، فضای بیشتری به هنرمندان ایرانی داد که کارهای گراینده به غرب خود را ارائه بدهند. در ششمین دوسالانهٔ هنر معاصر ایران در سال ۲۰۰۲ بسیاری از کارها نمایندهٔ شکاف میان حکومت مذهبی ایران و جامعه هنریش بودند. زنان بی‌حجاب و نگاره‌ای کارشده از مونا لیزا و اشاره‌های هر‌چه بیشتر به هنر غربی در این دوسالانه نشان از تغییری چشمگیر در نگرش جامعه ایران پس ار انقلاب، به آرمان‌های انقلابی داشت. با آغاز دوران اصلاحات، مسئولان موزه کوشش ظریفی در بازتر کردن فضا در عین عدم ناخشنود کردن گروه‌های اصولگرا در ایران کردند. همراه با نمایش آثار هنرمندان غربی و دعوت از ایشان به ایران، نمایشگاه‌هایی هم از هنر مدرن ایرانی برگزار می‌شد تا سبب سرزنش سنت‌گرایان در کشور نشوند که چرا آثار هنری غربی بیش از حد به نمایش درآمده‌اند.
موزهٔ هنرهای معاصر توانست هنرمندان ایرانی را که توانایی کارشان به خاطر گرایش یا وابستگیشان به حکومت پیشین محدود شده بود دوباره به جامعه معرفی کند. از جمله این هنرمندان پرویز تناولی بود که به خاطر روابط نزدیک خود با دربار پهلوی مورد خشم گروه‌هایی درون حکومت جمهوری کشور بود. با این حال، کارهای او نخستین بار پس از انقلاب به شکل گسترده و همگانی در زمستان ۱۳۸۲ همچون بخشی از سلسله نمایشگاه‌های پیشگامان هنر مدرن ایران به نمایش درآمدند. استقبال گسترده جوانان از نمایشگاه تناولی را می‌توان حاصل کار موزه در پیوستن نسل‌های گسسته هنری ایران شمرد.
هلیا دارابی با اشاره به تاریخچه موزه همچون زنجیره‌ای از رویدادهای هنری که بازتابی از سیاست‌های فرهنگی در ایران بوده‌اند نوع نمایشگاه‌های برگزار شده و کارهای موجود در آن‌ها را مرتبط با حال و هوای سیاسی–اجتماعی ایران در نزدیک به چهار دهه گذشته می‌داند. به باور او، از پس انقلاب سفید و کوشش برای مدرن‌سازی کشور در دوران پهلوی، اندیشه‌های مذهبی کسانی چون شریعتی و آل احمد در تلاش برای کندن از غرب و ساخت جامعه‌ای شیعه مذهب ولی نوین در سال‌های پس از انقلاب بروز کردند و فضای پذیرای فرهنگ غربی نوین، جای خود را به نمایش کارهای نوین ایرانی، اما با رویکرد مذهبی و انقلابی داد. با پایان جنگ ایران و عراق و آغاز دوران موسوم به سازندگی، جامعه هنری ایران نیز به آرامی از گرایش ایدئولوژیک خود کاسته و هنر را به مثابه هنر پذیرا شد و درهای خود را به همکاری بیشتر با جامعه جهانی گشود. نخستین روابط هنری حکومت ایران با جهان بیرون در دوران اصلاحات آغاز شد و اوج همکاری‌های حکومت با جامعه هنری را هنگامی می‌توان دید که موزه در سال‌های پایانی دولت اصلاحات به نمایش کامل آثار موجود خود پرداخت. با آغاز دولت احمدی‌نژاد و بازگشت سیاست‌ها به دوران انقلاب، سیاست‌های کنترلی مدیران موزه آینه‌ای از سیاست‌های دولت شد. این دوران، دوران افول شمار بازدیدکنندگان موزه نیز به‌شمار می‌رود.

## یادداشت
1. ↑  دیبا در آغاز کارِ پروژه، ماکت‌ها و نقشه‌هایی تهیه کرد و آن‌ها را نزد مهرداد پهلبد، وزیر فرهنگ و هنر وقت، برد. پهلبد اگرچه از کارها خشنود بود، به سبب عدم پشتیبانی مناسب از آن و اختصاص ندادن بودجه، کار سال‌ها از حد طرح پیش‌تر نرفت. ببینید دانشور، باغی میان دو خیابان، ۱۲۸.
2. ↑  آغداشلو همچنین مدتی بسیار کوتاه – ده روز – به دعوت هوشنگ نهاوندی به سِمَتِ مدیر موزه معرفی شد؛ اما پس از آن کامران دیبا به ریاست مجموعه گذاشته شد و آغداشلو «مدیر امور فرهنگی و هنری دفتر مخصوص شهبانو» گشت.
3. ↑  خانوادهٔ راکفلر خود پیش‌تر موزهٔ نامدار هنر مدرن را در نیویورک راه انداخته بود.
4. ↑  در واقع این ششمین دوسالانه بود؛ چراکه پنج دوسالانه پیش از انقلاب برگزار شده بود. برگزارکنندگان نام نمایشگاه را اینچنین توجیه کردند: «... با توجه به دگرگونی عمیق در جنبه‌های گوناگون زندگی ایرانی، شامل سیاسی، اجتماعی و فرهنگی، این دوسالانه که همچنین محصولی از دورهٔ پیش از انقلاب بوده، نمی‌توانسته است وابستگی‌های زیادی با دوسالانه‌های پیش از انقلاب داشته باشد؛ و از آنجایی که این نخستین نمایشگاه جامع در دورهٔ پس از انقلاب است، نخستین دوسالانهٔ نقاشی ایرانی نام می‌گیرد.»
5. ↑  Gabrielle Avec la Chemise Ouverte
6. ↑  ‏(به انگلیسی: Passage II)‏، این تابلو در اوایل دههٔ ۱۹۷۰ میلادی خریداری شد. دلیل نمایش نیافتن تابلو، احتمالاً وجود پای یک زن در آن بوده است.
7. ↑  Two Figures Lying on a Bed With Attendant
8. ↑  Two–Pieces Reclining Figure: Arched leg
9. ↑  Three–Pieces Reclining Figure
10. ↑  Le Thérapeute
11. ↑  Capricorn
12. ↑  Standing Woman 1
13. ↑  Walking Man 1
14. ↑  Homage to Pablo Neruda
15. ↑  بدون عنوان
16. ↑  Rhythmus im Raum
17. ↑  Prickly Pear
18. ↑  Sanctified 1
19. ↑  Horse and Rider
20. ↑  بدون عنوان
21. ↑  بدون عنوان
22. ↑  Mural on Indian red ground
23. ↑  Painter and Model
24. ↑  Trinidad Fernandez
25. ↑  No. 2 (Yellow Center) با نام کامل «قهوه‌ای مایل به قرمز نارنجی و سیاه بر زمینهٔ قهوه‌ای – شمارهٔ دو (مرکز زرد)»
26. ↑  Still-Life with Japanese Woodcut
27. ↑  Suicide (Purple jumping man)
28. ↑  این برگ، نخستین برگ کتاب و دارای خطاطی است. نخستین برگ نقاشی‌شده مجموعه، دربار کیومرث نام دارد که در اختیار موزه آقاخان، تورنتو، است.